# الحجاز
الحِجَاز مِنطَقة تاريخية، ويعد أحد أقاليم شبه الجزيرة العربية الجغرافية الخمسة، ويقع في الجزء الغربي من شبه الجزيرة العربية. والحجاز تعني الحاجز وهو الحد الفاصل، كونها تحجز تِهَامة عن نَجْد. أو قد تعني حجز وهو ان يحجزه أي منعه فانحجز. ومن أشهر مدن الحجاز في التاريخ مكة والمدينة والطائف والعُلا وجُدَّة وأبها وتَبُوك.
وقد اختلف في السبب الذي أطلق على هذه المنطقة اسم الحجاز وكذلك على الأقاليم التي يحجز بينها. فقد قيل سميت الحجاز لأنها حجزت بين غور تهامة وهو هابط وبين نجد وهو ظاهر، أو حجز بين تهامة واليمن وقيل أيضا أنها سميت بالحجاز لأنها احتجزت بالحرار الخمس ومنها حرة بني سليم وحرة واقم،  وقيل لأَن الحرَارَ حَجَزَتْ بينه وبين عالية نجد.
وقد كان الحجاز في بعض العصور الإسلامية يعني مناطق إدارية موحدة تختلف سعتها تبعًا للظروف السياسية، وقد ظلت الحجاز تحت حكم الحكومات الإسلامية منذ العهد النبوي والخلفاء الراشدين مرورا بالأمويين والعباسيين ومن بعدهم المماليك والعثمانيين والهاشميين من خلال شرافة مكة ومملكة الحجاز والحكم السعودي حاليًا.

## سبب التسمية
الحجاز في الأصل السلسلة الجبلية الممتدة على طول ساحل البحر الأحمر في الجانب الغربي من شبه الجزيرة العربية، وسمّيت بالحجاز لأنّها تحجز نجد عن تهامة، وربّما يكون هذا الوصف لموقعها أفضل؛ فهو يحدّد حدودها بين هضبة نجد وتهامة.
تمتدّ أرض الحجاز في ما بين كلٍّ من جنوبي منطقة تبوك وشمالي منطقة عسير، وإقليم الحجاز هو أهم الأقاليم الإداريّة التي كانت تتبع للعصور الإسلامية المختلفة ابتداءً من عصر رسول الله محمد ﷺ إلى عصر العثمانيين، مروراً بالخلافة الراشدة والعصر الأموي والعصر العبّاسي والعصر الفاطمي والعصر المملوكي.
ويُطلق على الحجاز أيضاً مُسمى «الجلس» و«نجد»، وهي المنطقة المرتفعة من الأرض، وقال الأصمعي أنها سميت بهذا الاسم لأنها تحجز نجدًا عن تهامة، ومن هنا فمكة المكرمة وجميع السواحل المحاذية للحجاز معدودةٌ في تهامة، أما المدينة المنورة وجميع المواضع المرتفعة عن غور تهامة فعدادها في الحجاز، والحجاز عُرفًا يشمل هذا كله غورًا ونجدًا.

## تمهيد
يمكن تعريف الحجاز من وجهين:-
- جغرافيًا:

الحجاز هو الإقليم الغربي من شبه الجزيرة العربية، والواقع ما بين ظهران الجنوب جنوبًا وتخوم العلا شمالًا. سُمي الحجاز بهذا الاسم لأنه يحجز هضبة نجد عن غور تهامة، كما يعرف كذلك باسم «الجلس» وهو ما ارتفع من الأرض.
قال الأصمعي: «الحجاز من تخوم اليمن من العبلاء وتبالة إلى تخوم الشام، وإنما سمي حجازًا لأنه حجز بين تهامة ونجد؛ فمكة تهامية والمدينة حجازية والطائف حجازية. الحجاز اثنتا عشرة دارًا: المدينة وخيبر وفدك وذو المروة ودار بلي ودار أشجع ودار مزينة ودار جهينة ونفر من هوازن وجُلُّ سليم وجُلُّ هلال وظهر حرة ليلى وممايلي الشام شغب وبدا»
قال الواقدي: «الحجاز من المدينة إلى تبوك، ومن المدينة إلى طريق الكوفة، وما وراء ذلك إلى أن يشارف أرض البصرة فهو نجد، وما بين العراق وبين وَجْرة وعَمرة الطائفِ نجدٌ، وما كان وراء وَجرة إلى البحر فهو تهامة، وما كان بين تهامة ونجد فهو حِجاز، سميَ حجازًا لأنه يحجز بينهما»
قال المدائني: «جزيرة العرب خمسة أقسام تهامة والحجاز ونجد وعَرُوض واليمن. أما تهامة، فهي الناحية الجنوبية من الحجاز، وأما نجد فهي الناحية التي بين الحجاز والعراق، وأما الحجاز فهو جبل يُقبل من اليمن حتى يتصل بالشام، وفيه المدينة وعَمّان، وأما العَروض فهي اليمامة إلى البحرين»
قال ابن عبد الحق: «الحجاز جبل ممتدّ يحجز بين غور تهامة ونجد. وقيل فيه أقوال. قال: وأحسنها قول هشام الكلبى: وقد حدد جزيرة العرب فصارت بلاد العرب التي نزلوها وتوالدوا فيها على خمسة أقسام: تهامة، والحجاز، ونجد، والعروض، واليمن، وذلك أن جبل السراة، وهو أعظم جبال العرب أقبل من قعر اليمن حتى بلغ أطراف الشام، فسمّته العرب حجازا؛ لأنه حجز بين الغور لأنه هابط وبين نجد وهو ظاهر…»
ووفقًا للسان اليمن الحائك الهمداني، فسراة خولان وجنب هي الحد الفاصل ما بين الحجاز واليمن، وفي موضع اخر يقول: «وصار ما خلف تثليث وما قاربها إلى صنعاء وما والاها إلى حضرموت والشحر وعمان وما يليها اليمن». وافقه على ذلك ياقوت الحموي.
- سياسيًا:

عُرف الحجاز في زمن النبي والخلفاء الراشدين بكونه المنطقة الممتدة من موضع شجرة طلحة الملك جنوبًا حتى تخوم العلا شمالًا. ويمكن القول بأن الحجاز عبر حُقَبه السياسية، قد يتمدد في كثير من الأحيان عن حدوده السياسية والجغرافية؛ ليشمل معظم سواحل البحر الأحمر في تهامة غربًا، واقصى الأطراف الجنوبية لعسير ونجران جنوبًا، وتبوك شمالًا، وذلك مناطه السلطة ذات النفاذ في المنطقة التي عادةً ما تكون في يد ولاة مكة المكرمة.

## فضل الحجاز
لا شك أن للحجاز فضل عظيم؛ فهو مَهبط الوحي ومهد الرسالة وعقر دار العروبة وموطن النبي محمد والصحابة، وبه أول بيت وضع للناس، قال تعالى في سورة آل عمران: ﴿إِنَّ أَوَّلَ بَيْتٍ وُضِعَ لِلنَّاسِ لَلَّذِي بِبَكَّةَ مُبَارَكًا وَهُدًى لِلْعَالَمِينَ ۝٩٦﴾ [آل عمران:96].
ومما ورد في السنة النبوية في فضل الحجاز:
- قال النبي ﷺ: «غِلَظُ القُلُوبِ والْجَفاءُ في المَشْرِقِ، والإِيمانُ في أهْلِ الحِجازِ.» صحيح مسلم[31]
- قال النبي ﷺ: «إنَّ الإسْلَامَ بَدَأَ غَرِيبًا وَسَيَعُودُ غَرِيبًا كما بَدَأَ، وَهو يَأْرِزُ بيْنَ المَسْجِدَيْنِ، كما تَأْرِزُ الحَيَّةُ في جُحْرِهَا..» صحيح مسلم[32]
- قال النبي ﷺ: «أَنْ أَخْرِجُوا يَهُودَ الْحِجَازِ مِنْ جَزِيرَةِ الْعَرَبِ، وَاعْلَمُوا أَنَّ شِرَارَ النَّاسِ الَّذِينَ يَتَّخِذُونَ الْقُبُورَ مَسَاجِدَ.» مسند أحمد[33]

###### في فضلمكة المكرمة:
- قال تعالى في سورة البقرة: ﴿وَإِذْ قَالَ إِبْرَاهِيمُ رَبِّ اجْعَلْ هَذَا بَلَدًا آمِنًا وَارْزُقْ أَهْلَهُ مِنَ الثَّمَرَاتِ مَنْ آمَنَ مِنْهُمْ بِاللَّهِ وَالْيَوْمِ الْآخِرِ قَالَ وَمَنْ كَفَرَ فَأُمَتِّعُهُ قَلِيلًا ثُمَّ أَضْطَرُّهُ إِلَى عَذَابِ النَّارِ وَبِئْسَ الْمَصِيرُ ۝١٢٦﴾ [البقرة:126][34]
- قال النبي ﷺ: «إن الله حرَّم مكة يوم خلَق السماوات والأرض، فهي حرامٌ بحرامِ الله إلى يوم القيامة، لم تَحِلَّ لأحدٍ قبلي ولا تَحِلُّ لأحدٍ بعدي، ولم تَحْلِلْ لي قطُّ إلا ساعةً من الدهر، لا يُنفَّرُ صيدُها، ولا يُعضَدُ  شوكُها، ولا يُختلَى خَلاها، ولا تَحِلُّ لُقَطَتُها إلا لمنشدٍ: الذي يُعرِّفها» صحيح البخاري[35]

وفي فضل المدينة المنورة:
- قال النبي ﷺ: «ما بين بيتي ومِنبري، رَوضةٌ من رياض الجنة» صحيح البخاري[36]
- قال النبي ﷺ: «صلاةٌ في مسجدي هذا خيرٌ مِن ألف صلاةٍ فيما سواه، إلا المسجد الحرام.» صحيح البخاري[37]
- قال النبي ﷺ: «على أنقابِ المدينة ملائكةٌ، لا يدخُلها الطاعون، ولا الدجَّالُ» صحيح البخاري[38]

## التاريخ

### التاريخ القديم

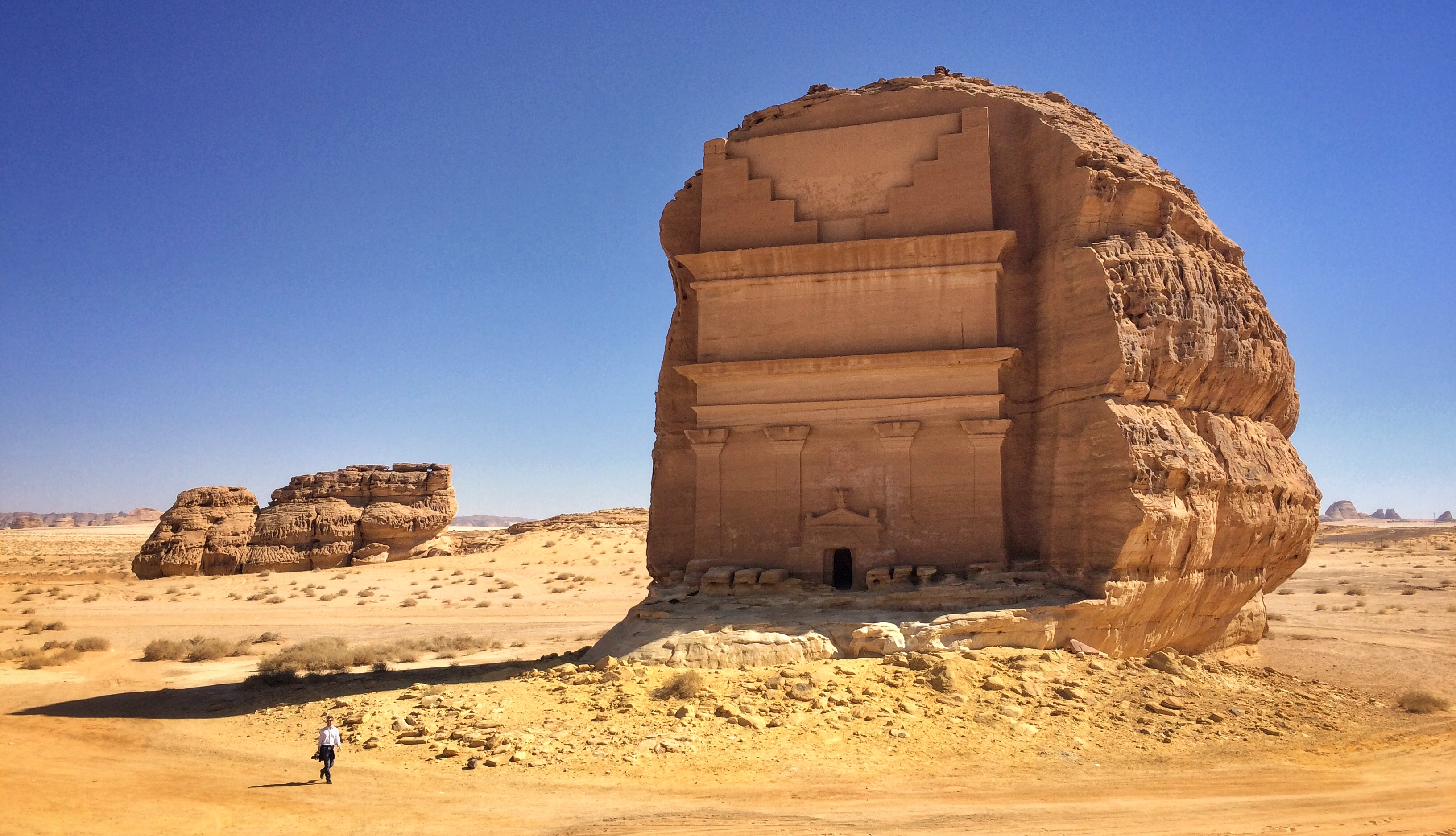
القصر الفريد في مدائن صالح

#### مدائن صالح
تُعد مدائن صالح من أبرز المعالم الأثرية الواقعة في شمالي إقليم الحجاز، وتحديداً في محافظة العُلا التابعة لمنطقة المدينة المنورة. يحتل المكان موقعاً إستراتيجياً على الطريق الذي يربط جنوب شبه الجزيرة العربية ببلاد الرافدين وبلاد الشام ومصر، كما أن للمكان شهرته التاريخية التي استمدّها من موقعه على طريق التجارة القديم الذي يربط جنوب شبه الجزيرة العربية والشام.
والحجر اسم ديار ثمود بوادي القرى بين المدينة المنورة وتبوك. ورد ذكر الحجر في القرآن على أنها موطن قوم ثمود، الذين استجابوا لدعوة نبي الله صالح، ثم ارتدُّوا عن دينهم وعقروا الناقة التي أرسلها الله لهم آية فأهلكهم بالصيحة. ويُعتقد أن الحِجْر استمرت في حضارتها حتى القرن الرابع الميلادي، وكانت عاصمة مملكة لحيان في شمال شبه الجزيرة العربية.
تعد مدائن صالح من أهم حواضر الأنباط بعد عاصمتهم البتراء، إذ تحتوي على أكبر مستوطنة جنوبية لمملكة الأنباط بعد البتراء في الأردن، والتي تفصلها عنها مسافة 500 كم، ويعود أبرز أدوارها الحضارية إلى القرنين الأول قبل الميلاد والأول الميلادي، وذلك خلال فترة ازدهار الدولة النبطية وقبل سقوطها على يد الإمبراطورية الرومانية عام 106م،
تضم آثار مدائن صالح 153 واجهة صخرية منحوتة، كما تضم عدداً من الآثار الإسلامية والتي تتمثل في عدد من القلاع وبقايا خط سكة حديد الحجاز والتي تمتد لمسافة 13 كيلومترا وكذلك المحطة والقاطرات.
في سنة 2008 م تم تسجيل الموقع ضمن قائمة مواقع التراث العالمي، ليصبح بذلك أول موقع يتم تسجيله في السعودية.

#### مدائن شعيب
كما يوجد موقع أثري آخر يعرف بمدائن شعيب يقع شمال غرب مدائن صالح ويتبع منطقة تبوك، حيث يحتوي الموقع على آثار تشبه إلى حد كبير تلك الموجودة في مدائن صالح.

#### الديانات القديمة

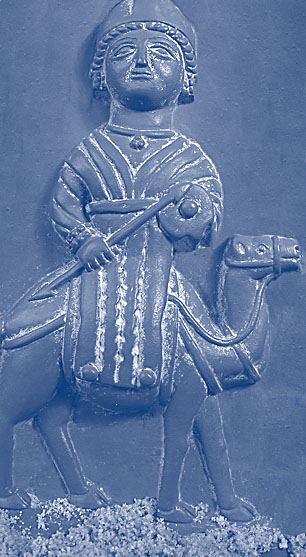
اللات إحدى أصنام العرب الشهيرة قبل الإسلام، عثر عليه في الطائف

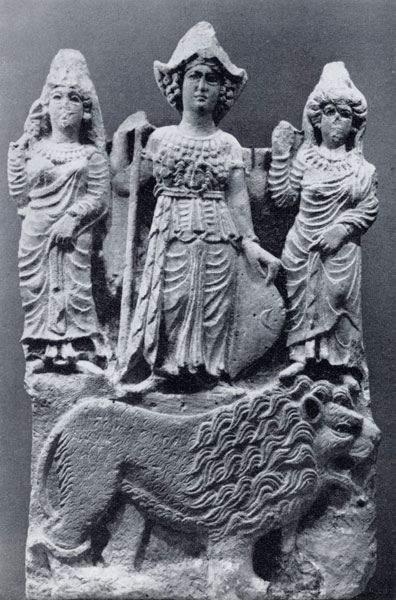
اللات من القرن الثاني للميلاد، تصور الإلهة اللات محاطة بشخصيتين يُحتمل أنهما العزى ومَناة

اعتنق قدماء أهل الحجاز الديانة الحنيفية ملة إبراهيم  في بادئ الأمر، ومن ثم تحولوا إلى الشرك بالله، وذلك باتخاذ الأوثان والأصنام واسطة بينهم وبين الله، فكانوا يطوفون بها ويذبحون عندها ويدعونها، ومن أشهر هذه الأوثان والأصنام: اللات ومناة والعزى. كما عُبِدت الشمس وبعض النجوم كآلهة في ذواتها. وكذلك تواجدت الديانات السماوية كاليهودية والنصرانية في خيبر ويثرب ونواحي شمالي الحجاز. وكان ظهور عبادة الأصنام وتفشيها في الحجاز يعود إلى زمن قريب نسبيًا من بعثة النبي. وقيل أن عمرو بن لحي حين قدم بلاد الشام فرآهم يعبدون الأصنام والأوثان من دون الله، وكانت الشام آنذاك محل الرسل والكتب السماوية، فقال لهم: ما هذه الأصنام التي أراكم تعبدون؟ قالوا له: هذه أصنام نعبدها فنستمطرها فتمطرنا ونستنصرها فتنصرنا، فقال لهم: ألا تعطوني منها صنما فأسير به إلى أرض العرب فيعبدونه؟ فأعطوه صنماً فجلبه معه، فلما جاء موسم الحج دفعها إلى القبائل، فذهبت بها إلى أوطانها. -وفي هذا نظر؛ حيث أن الأصنام عُبدت في جنوب الجزيرة العربية منذ مطلع الألفية الأولى قبل الميلاد يقينًا، وربما يصل تاريخ عبادتها في بعض النواحي الشرقية إلى الألفية الثانية قبل الميلاد-. وتعد الوثنية العربية في الحجاز تطورًا أو انحرافًا للحنيفية التوحيدية؛ حيث تَنُص الوثنية العربية على ان الله هو الخالق الرازق وأن الأصنام هي الشفيع أو الوسيط بين العبد والمعبود أي الله؛ قال تعالى في سورة الزخرف: ﴿وَلَئِنْ سَأَلْتَهُمْ مَنْ خَلَقَهُمْ لَيَقُولُنَّ اللَّهُ فَأَنَّى يُؤْفَكُونَ ۝٨٧﴾ [الزخرف:87] وفي سورة الزمر: ﴿أَلَا لِلَّهِ الدِّينُ الْخَالِصُ وَالَّذِينَ اتَّخَذُوا مِنْ دُونِهِ أَوْلِيَاءَ مَا نَعْبُدُهُمْ إِلَّا لِيُقَرِّبُونَا إِلَى اللَّهِ زُلْفَى إِنَّ اللَّهَ يَحْكُمُ بَيْنَهُمْ فِي مَا هُمْ فِيهِ يَخْتَلِفُونَ إِنَّ اللَّهَ لَا يَهْدِي مَنْ هُوَ كَاذِبٌ كَفَّارٌ ۝٣﴾ [الزمر:3]. كما يعظم أتباع الديانة الوثنية إبراهيم وابنه إسماعيل ، وأيضا منطقة الحرم والكعبة المُشرفة في مكة المكرمة مُقدسة لدى قبائل الحجاز على اختلاف معتقداتهم آنذاك.

#### الحالة الاقتصادية
احتوى الحجاز على أنشطة اقتصادية متعددة منها الزراعة والتي ازدهرت في وادي القرى شمالي الحجاز والطائف وسروات جنوبي الحجاز، وكانت تلك المناطق تنتج أصنافاً من الحبوب والفاكهة.أما التمور فنخيلها تُزرع في المدينة المنورة ونواحي بيشة جنوبي الحجاز. وكذلك كان اقتصاد الحجاز قائمًا على التجارة التي كانت مكة مركزها وقاعدتها؛ نظراً لمرور القوافل التجارية القادمة من الشمال والجنوب بها، وأيضا كان للأهمية الدينية لوجود الكعبة دورًا مهمًا في ازدهار التجارة، وذلك لوفادة الحجيج إليها كل عام. وكانت قوافل مكة تنطلق صيفاً للشام وفلسطين ومصر، وتتجه شتاءً إلى اليمن في أقصى جنوب الجزيرة.
أبرز أسواق الحجاز قديمًا
- سوق عكاظ.[51]
- سوق ذي المجاز.[52]
- سوق مجنة.[53]
- سوق حباشة.[54]
- سوق نطاة خيبر.[55]

### التاريخ الإسلامي

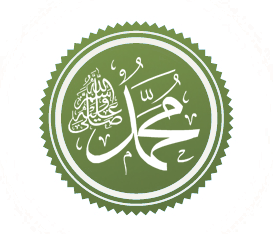

#### ظهور الإسلام
نشأ الدين الإسلامي على يد رسول الإسلام محمّد بن عبد الله بن عبد المطلب من بني هاشم ﷺ، أحد فروع قبيلة قريش العربية العريقة.
فكان النبي يدعوا الناس إلى توحيد الله في العبادة والتخلي عن الشرك، فآمن به أعداد يسيرة، وقوبلت دعوته -كحال دعوة الأنبياء- بالرفض والعداء من علية القوم، فما كان من بد عن الهجرة إلى المدينة للحصول على المنعة من الأوس والخزرج من قبيلة الأزد الكريمة، فنصروه واشتد عود الدعوة في المدينة.
ومن ثم اسلمت بعض القبائل المجاورة كمزينة وغفار وأسلم وجهينة وأشجع، فشكلت تلك القبائل مجتمعة نواة الدعوة الإسلامية التي اتخذ لها النبي المدينة مركزًا ومعقلا، فمنها انطلقت أوائل الجيوش الإسلامية، فكانت تواقع قريش ومن والأهم من المشركين.
وما أن مضت ثمانية سنين على هجرة النبي محمد من مكة، حتى استطاع أن يعود إليها فاتحًا دون قتال، وأعلن عفوًا عامًا عن كل أهل مكة، فسارع أهلها إلى الانضواء تحت لوائه واعتناق الإسلام دينًا، ثم أقدم على تدمير جميع تماثيل الأصنام المنصوبة في حرم الكعبة. وأمر بلال بن رباح الحبشي، أحد الصحابة وأول مؤذن في الإسلام، أن يصعد الكعبة ويؤذن بالصلاة.
وعاش النبي محمد سنتين بعد فتح مكة، وفي السنة العاشرة للهجرة خرج للحج في أكثر من مائة ألف من المسلمين. وعند جبل عرفات ألقى عليهم خطبته التي تعتبر دستور الإسلام، فقد بيّن فيها أسس الإسلام ومبادئه، ونادى بالمساواة بين الناس، وقرأ عليهم آخر ما نزل من القرآن: ﴿الْيَوْمَ أَكْمَلْتُ لَكُمْ دِينَكُمْ وَأَتْمَمْتُ عَلَيْكُمْ نِعْمَتِي وَرَضِيتُ لَكُمُ الإِسْلاَمَ دِينًا﴾.
ولم يمض على حجة الوداع ثلاثة أشهر حتى مرِض النبي محمد بالحمّى، فلمّا رأى الأنصار اشتداد المرض عليه أحاطوا بالمسجد، فخرج متوكِّئًا على علي والعبّاس والفضل أمامهما، فجلس في أسفل مرقاه من المنبر وأخبر الناس بأنه ملاق ربه لا محال، فلم يسبق لنبي قبله أن خلد في قومه حتى يخلد فيهم.
وبعد أن أوصى المسلمين بالمهاجرين والأنصار خيرًا، توفي النبي محمد يوم 8 يونيو سنة 632م، الموافق في 12 ربيع الأول سنة 11هـ، وهو في الثالثة والستين من عمره، ودُفن ببيت زوجته عائشة بجانب المسجد النبوي، وقد انتشر الإسلام في شبه الجزيرة العربية بالكامل.

#### حكم الخلفاء الراشدين
وما أن توفي النبي ارتد معظم سكان الجزيرة ماعدا جُل قبائل الحجاز، فقاد الخليفة أبو بكر الصديق حروب الردة لإعلاء كلمة الله والقضاء على المرتدين. في تلك الحقبة كانت المدينة المنورة مركزًا للخلفاء الراشدين وعاصمة لدولة الخلافة من بعد.

#### الدولة الأموية
وفي عهد حُكم معاوية ابن أبي سفيان سنة 41هـ/661م اتخذ من الشام مركزاً له ومن دمشق عاصمة للدولة الإسلامية، وأصبح الحجاز إقليماً مرتبطاً بالخليفة مباشرة، وبقيت المدينة المنورة مركزاً للحجاز في العصر الأموي باستثناء فترة خلافة عبد الله بن الزبير (64-73هـ/683-692م) الذي اتخذ مكة المكرمة مركزاً له.

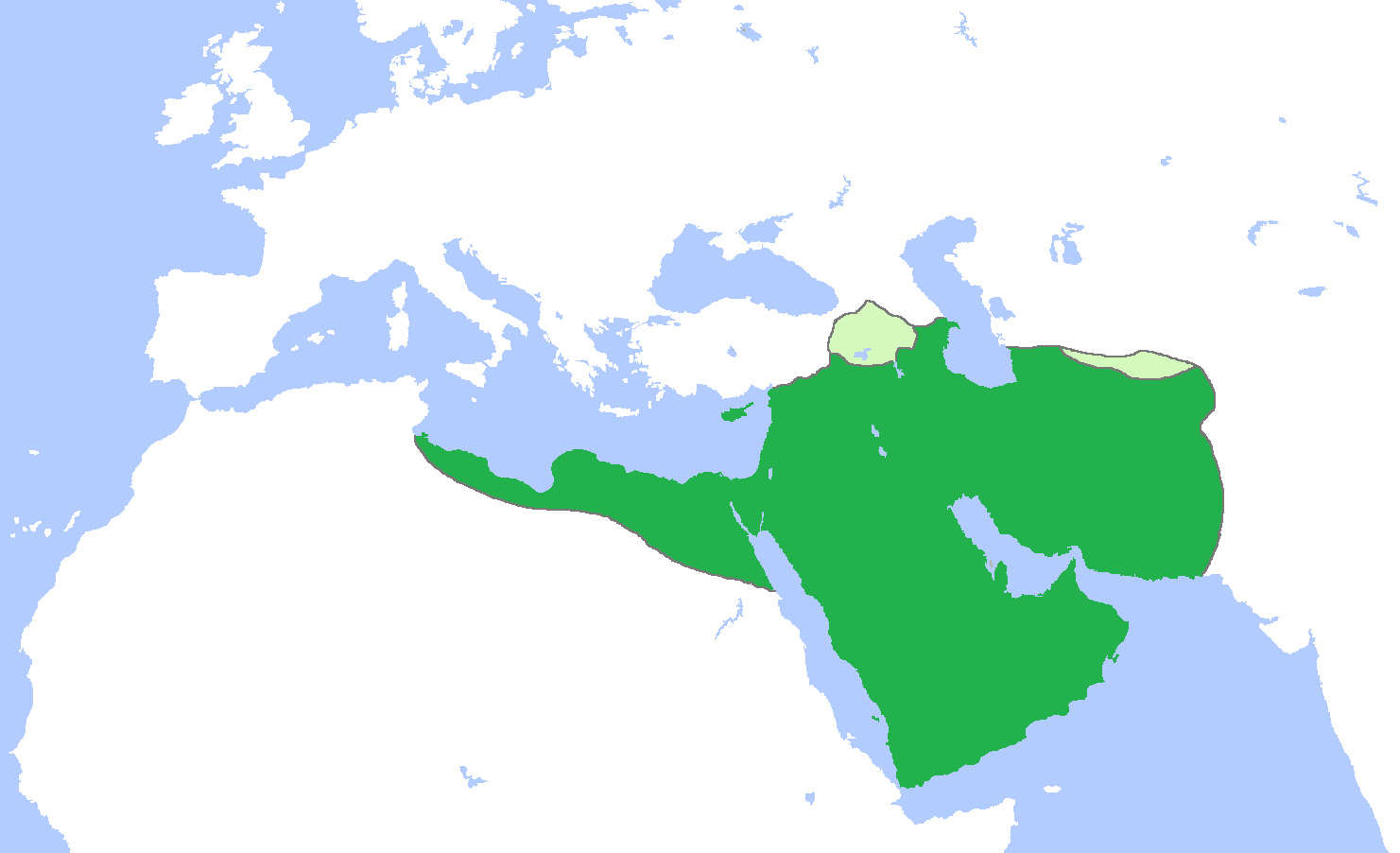
دولة الخلفاء الراشدين في أقصى اتساعها سنة 654م.

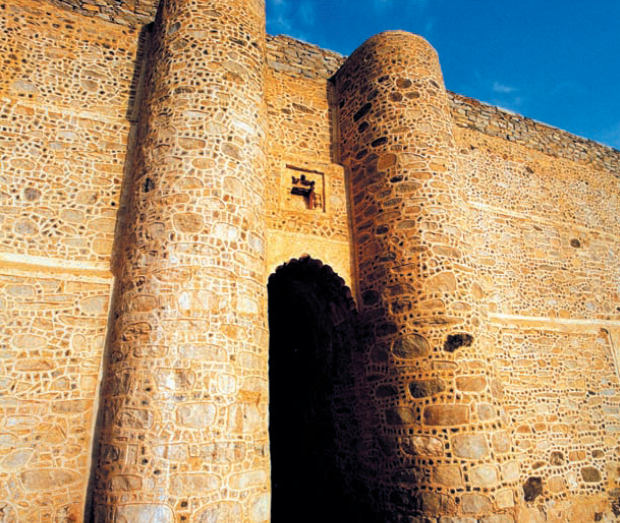
عين زبيدة في مكة، بنيت في عهد هارون الرشيد بطلب من السيدة زبيدة، وأعيد ترميمها عام 979 هـ في عهد سليمان القانوني.

في العصور التي تلت العصر الراشدي خسر الحجاز الامتيازات المالية، فقد حُرِم من فائض الفيء: الخراج والجزية وعشور التجارة، الذي كان يرسل إلى المدينة المنورة، فصار يرسل إلى بيت المال في دمشق، ومن ثم حٌرِمَ الحجاز من دخل أساسي كان الخليفة يتصرف به، ولاسيما أن الروايات تؤكد أن أرض الحجاز كلها وأرض العرب التي فتحها الرسول هي أرض عشر لم يجعل على شيء منها خراجاً.
وأرض الحجاز هي الأرض الوحيدة في الدولة العربية الإسلامية التي كان كل عناصرها السكانية من المسلمين بعد أن أجلى الرسول بني قينقاع وبني النضير من المدينة المنورة وأمر بقتل مقاتلة بني قريظة وسبي نسائهم وأولادهم لغدرهم ولنقضهم العهد في أثناء غزوة الخندق. وقد عمد عمر بن الخطاب بعد ذلك على إجلاء اليهود من فدك وخيبر.
وإذا كان الحجاز قد فقد الكثير من الامتيازات في المجالين السياسي والمالي، فقد احتفظ بمكانته المرموقة بين أقاليم الدولة الإسلامية لأنه قطب العالم الإسلامي وقبلة المسلمين جميعاً، إذ أصبح يؤم الحجاز سنوياً الألوف من الحجاج من مختلف العالم الإسلامي، وكان خلفاء بني أمية شديدي الحرص على تتبع أحوال الحجاز، فكانت صلتهم بولاتهم مستمرة، وأوامرهم لهم متتابعة كما أنهم كانوا ينفقون بسعة على الكثير من المنشآت والمشروعات كحفر الآبار وإقامة السدود، وشق الطرق، وكانت الدولة تتكفل بنفقات عطاء الجند ورواتب الولاة والقضاة والعمال والموظفين على اختلاف مهامهم.

#### الدولة العباسية
لم يختلف وضع الحجاز بعد انتقال الخلافة إلى العباسيين وانتقال مركز الثقل إلى بغداد في العراق، فقد بقي الحجاز إقليماً مرتبطاً بالعاصمة بغداد، ويرسل إليه الولاة من أمراء بني العباس أو من شخصيات لها صلة وثيقة بالعباسيين.

#### الحياة العلمية
ازدهرت الحياة العلمية في كل من مكة والمدينة في هذه الفترة، فمكة لأنها كانت منبع الإسلام وبها كانت نشأة الرسول، وبها كانت الأحداث الأولى من دعوة قريش إلى الإسلام ومناهضتهم الدعوة، وبها كان التشريع المكي، أما المدينة فكانت مهاجر النبي وأصحابه، وبها كان أكثر التشريع الإسلامي وكانت مركزاً لأكثر الأحداث التاريخية في صدر الإسلام، وبها حدّث الرسول أكثر حديثه، وكانت مركز الخلافة أيام أبي بكر وعمر وعثمان، وفيها كثير من أكابر الصحابة الذين شاهدوا ما فعل الرسول وسمعوا ما قال، وكانوا شركاء في بعض ما وقع من أحداث كغزوات أو فتوح، فهم يحدثون ما سمعوا وما شاهدوا فلا غرو إن كانت مكة والمدينة مركزين من أهم مراكز الحياة العلمية، يقصدها طلبة العلم من أقاصي البلدان لتلقي العلم من علمائها.
إلا ان الأوضاع اختلفت قليلًا بعد خروج الحجازيين على الخليفة العباسي أبي جعفر المنصور مع محمد بن عبد الله النفس الزكية وأخيه إبراهيم سنة 145هـ/762م وقتل محمد بن عبد الله وقتل أخوه، ونكَّل المنصور بالعلويين وأنصارهم في الحجاز، وشدد عليهم ومنعهم من المال، ثم توجه سنة 169هـ/786م الحسين بن علي بن الحسن إلى المدينة ودعا لنفسه، ثم قصد مكة حيث استقطب أهلها حوله، وعلم الخليفة الهادي بما حدث فجهز جيشاً جعل على قيادته محمد بن سليمان بن علي، فكانت وقعة فخ التي قتل فيها الحسين بن علي (العابد) بن الحسن المثلث العلوي ومعه بعض أهل بيته، وكان لقسوة ولاة العباسيين في معاملتهم للعلويين، ومنعهم المال الذي كان يغدقه الأمويون على أهل المدينة، فكانت النتيجة تأثر الحجاز اقتصاديًا، ولكن العلوم الشرعية كالحديث والفقه لم تتأثر كثيراً، لأن الباعث الديني كان كافياً في حمل الناس على طلب العلم على الرغم من الأوضاع المعيشية السيئة.
وما أن بلغت الخلافة العباسية القرن الثالث الهجري حتى بدأ الضعف يدب في مفاصل الدولة التي أوهنها توغل الأعاجم في سدة حكمها، وظهرت الدويلات المُنفصلة، وانتشرت الفوضى في الحجاز، رافق ذلك مجاعة ونقص في المواد الغذائية وزاد من محنة الحجازيين غارات قرامطة البحرين الذين أخذوا يتعرضون لقوافل الحجيج، وفي سنة 318 هـ/930م أغار القرامطة على مكة وقتلوا سكانها وحملوا الحجر الأسود إلى البحرين، ولم يعيدوه إلا سنة 339هـ.

### التاريخ الحديث

المملكة العربية السعودية

منذ بداية القرن الرابع الهجري حكم الحجاز الأشراف الموسويين ومن ثم السليمانيين والهواشم، ومن بعدهم أبناء عمومتهم من الأشراف القتادية والذي ظل حكمهم عليها حتى قيام دولة آل سعود، ومن العوائل التي حكمتها السليمانيون وآل زيد والبركاتية والعبادلة وذوي سرور، وقد كانت إمارات الحسنيين غير مستقلة كليًا؛ فقد كانت تتبع الخلافة الإسلامية العباسية في جميع أطوارها، وعندما انتقلت الخلافة العباسية إلى مصر في عهد المماليك استمر أمراء مكة الحسنيين يدينون بالولاء للخليفة العباسي بمصر حتى انتهت الخلافة العباسية الثانية بالقاهرة عام 923هـ، بعد دخول العثمانيين فانتقل ولاء الأمراء الحسنيين إلى الدولة العثمانية، حتى عهد الشريف الحسين بن علي الذي استقل بالحجاز لفترة بسيطة معلنًا قيام مملكة الحجاز، التي لم تدم سوى عدة سنوات وبضعة أشهر، ومن ثم آل الأمر أخيرًا إلى عبد العزيز بن عبد الرحمن ملك ومؤسس المملكة العربية السعودية.

## المناخ

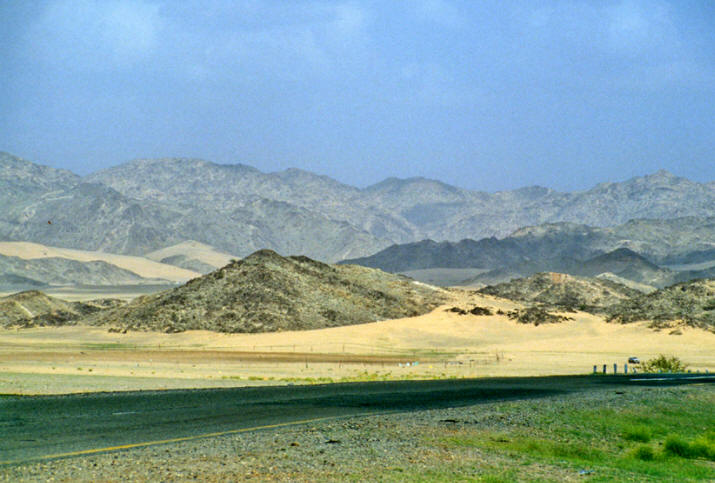
صورة لمنطقة الطائف

يسود الحجاز في عمومه المناخ المعتدل، وتقل درجات الحرارة كلما زاد الارتفاع عن سطح البحر. وتهطل الأمطار في فصل الرياح الموسمية، وذلك في أشهر الخريف غالبا ما بين شهري أغسطس حتى أواخر ديسمبر، وبعضها ينزل في الشتاء.

## التضاريس

### جبال الحجاز

#### بعضًا من أشهر جبال الحجاز وتهامة:

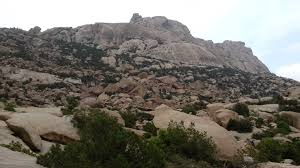
جبل إبراهيم

| اسم الجبل             | الموقع                   | أرتفاعه متر | أرتفاعه قدم |
| جبل السودة            | شمال غرب أبها            | 3015        | 9892        |
| جبل إبراهيم           | جنوب الطائف              | 2604        | 8543        |
| جبل عيار              | شمال أبها                | 2595        | 8514        |
| جبل دكا               | الشفا غرب الطائف         | 2544        | 8268        |
| جبل الشفا             | غرب الطائف               | 2512        | 8164        |
| جبل أثرب              | جنوب شرق الباحة          | 2501        | 8102        |
| جبل صبح (ثافل الأكبر) | جنوب شرق المدينة المنورة | 2500        | 8100        |
| جبل ورقان             | جنوب غرب المدينة المنورة | 2393        | 7851        |
| جبل رضوى              | شمال غرب المدينة المنورة | 2282        | 7487        |
| جبل شدا الأعلى        | جنوب غرب الباحة          | 2200        | 7218        |
| جبل كرا               | شمال غرب الطائف          | 2177        | 7142        |
| جبل إدقس (جبل قدس)    | جنوب غرب المدينة المنورة | 2161        | 7089        |
| جبل حضن               | عالية نجد شمال وادي تربة | 1656        | 5433        |
| جبل شمنصير            | شمال شرق مكة المكرمة     | 1600        | 5250        |
| جبل أحد               | شمالي المدينة المنورة    | 1077        | 3534        |
| جبل عير               | جنوب غرب المدينة المنورة | 955         | 3133        |
| جبل ثبير              | شرق مكة المكرمة          | 856         | 2808        |
| جبل ثور               | جنوبي مكة المكرمة        | 728         | 2388        |
| جبل النور             | شرقي مكة المكرمة         | 642         | 2107        |
| جبل أبي قبيس          | شرقي مكة المكرمة         | 420         | 1378        |
| جبل عرفة              | جنوب شرق مكة المكرمة     | 300         | 984         |

### سروات الحجاز

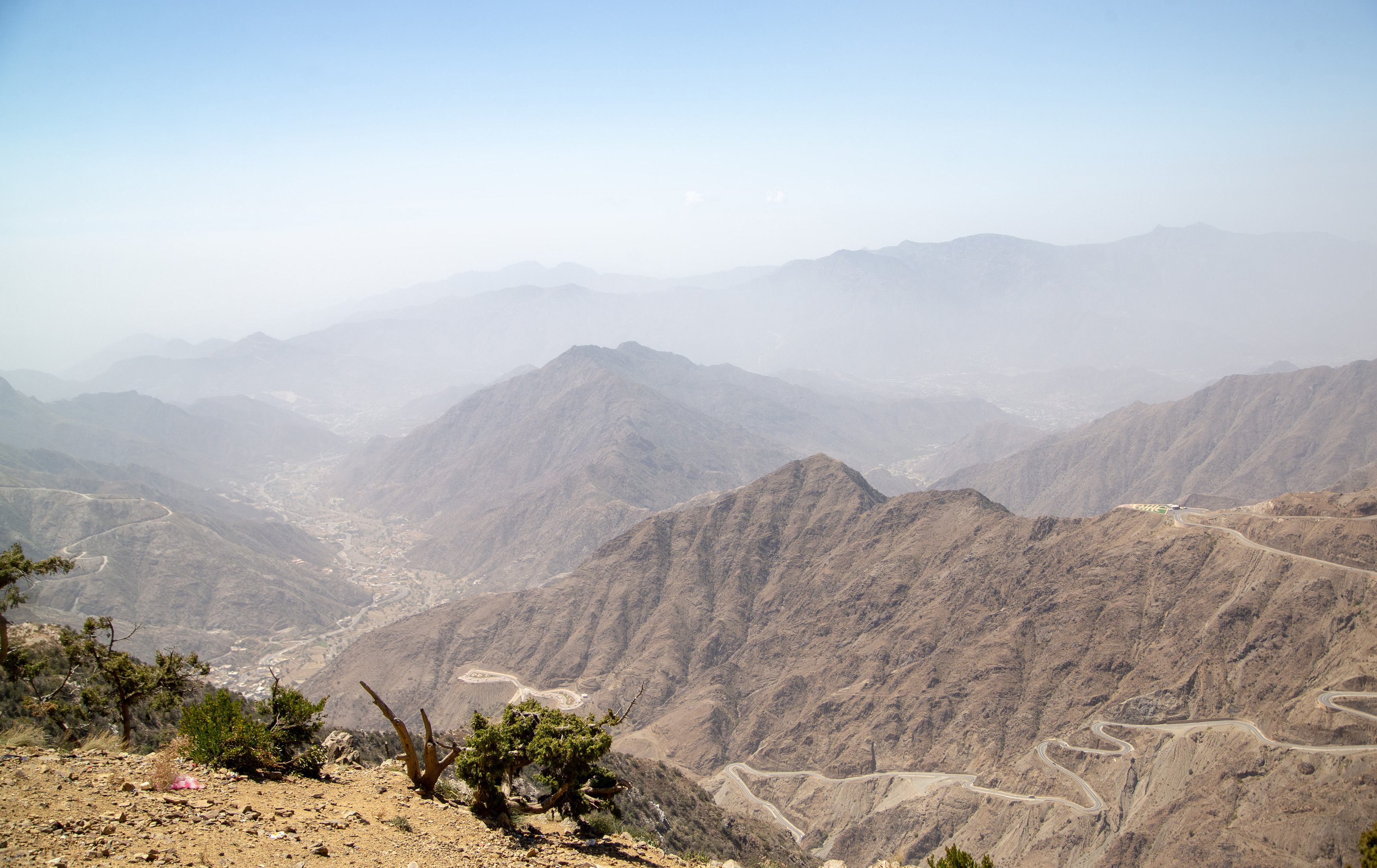
منظر مُطل لإحدى سروات الحجاز

وهي القسم الجنوبي من سلسلة جبال الحجاز وأعظمها، سُميت بالسروات جمع سراة، وسراة الشيء أعلاه وسراة الفَرس أعلى متنه. والسروات الواقعة في الحجاز هي:
- سراة ثقيف
- سراة هذيل.[72]
- سراة بني سعد
- سراة فهم وعدوان
- سراة بني مالك
- سراة غامد وزهران
- سراة بلقرن
- سراة الحَجْر
- سراة عسير (القسم الشمالي)

### الحرات البركانية

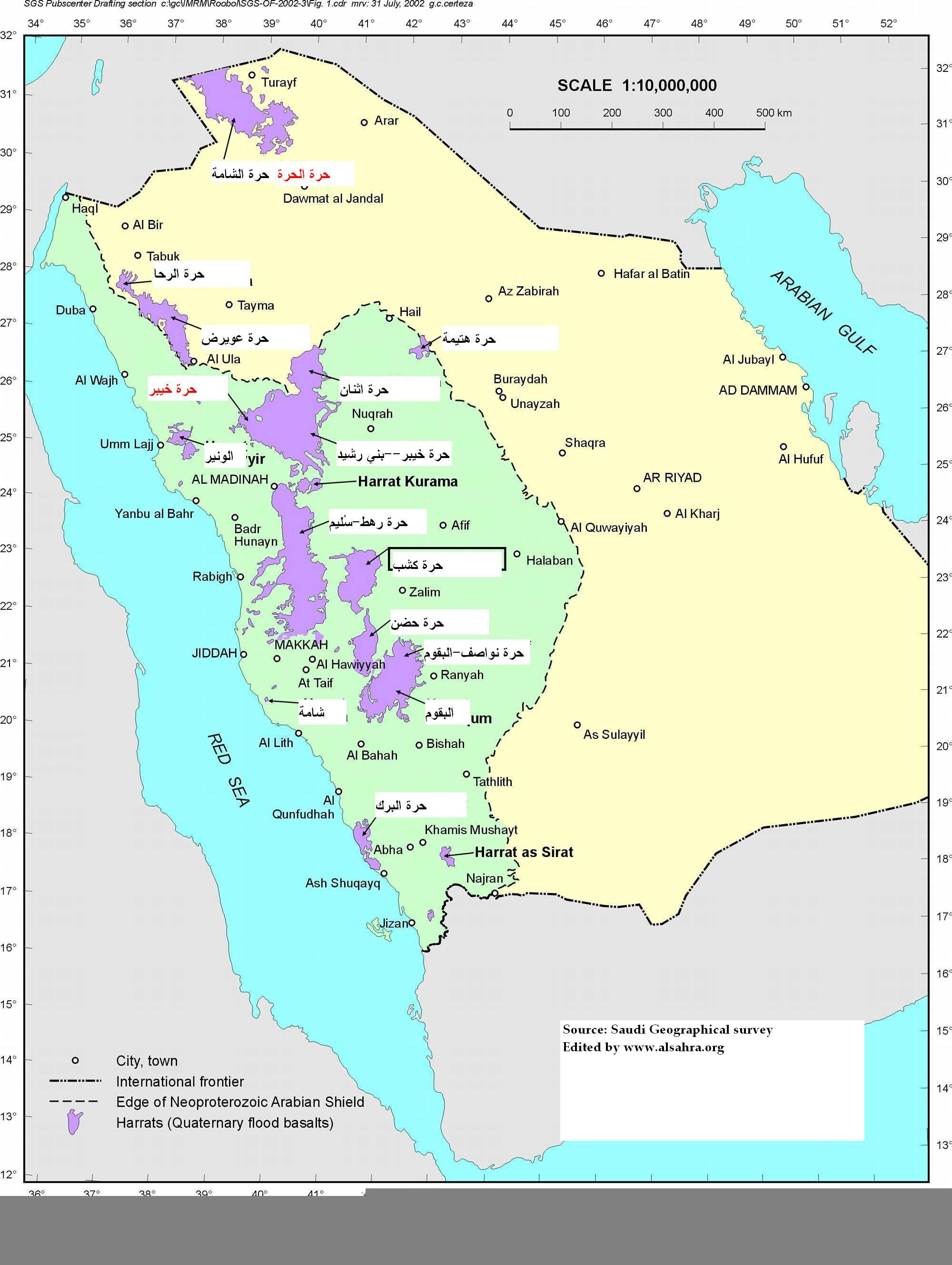
خريطة لمواقع حرات الجزيرة العربية

توجد في الحجاز عدد من الحرات أو اللابات وهي المناطق السوداء ذات الحجارة النخرة المحرقة بالنار، أو الحجارة المؤلفة من السائل البركاني المتجمد تكونت بفعل البراكين، والكراع هي أعناق الحرار، ويستفاد منها في استخراج الأحجار والمعادن الكريمة، وشرقي الحجاز سلسلة من أرض بركانية ذات حجارة سوداء ومنها:
| اسم الحرة        |
| ---------------- |
| حرة عويرض        |
| حرة ثنان         |
| حرة ليلى         |
| حرة الونير       |
| حرة النار        |
| حرة خيبر         |
| حرة رهاط         |
| حرة أوطاس        |
| حرة كشب          |
| حرة حضن          |
| حرة طفيل/شامة    |
| حرة نواصف البقوم |
| حرة البرك        |
| حرة السراة       |

### الأودية
يوجد بالحجاز عددا كبيراً من الأودية أصولاً وفروعاً، معظمها تنحدر إلى تهامة حتى تصب في البحر الأحمر، ومنها :

سد وادي تربة

| - وادي الصفراء - وادي الفرع - وادي نخلة - وادي العقيق (المدينة) - وادي ستارة - وادي شوان - وادي فاطمة - وادي ضيم - وادي مركوب - وادي الليث - وادي عيار - وادي عسفان - وادي إبراهيم - وادي عرنة - وادي أضم - وادي نعمان - وادي السيل - وادي وج - وادي لية - وادي تربة - وادي رنية | - وادي الشاقه الجنوبية - وادي الشاقه الشمالية - وادي قنونا - وادي الحبارى - وادي الأحسبة - وادي حلي - وادي بيدة - وادي العقيق (الباحة) - وادي الصدر - وادي بيشة - وادي دوقة - وادي يبة - وادي ترج - وادي خاط - وادي دهناء - وادي بدعة - وادي غيهب - وادي الغيل |

### السهول والسبخات
تقع بالحجاز عدد من السهول المؤلفة أراضيها من طبقات رسوبية صلصاليه تعلوها في أماكن قليلة حصباء سوداء أو خلافها ومن هذه السهول:
- سهل السي: وكان يشمل ركبة ووجرة ويسمى اليوم سهل ركبة الواقع غرب وشمال غرب جبل حضن.

وتقع بالحجاز كذلك عدد من السبخات وهي أراضٍ سهلة غالبا تحوي كثيرا من الأملاح المتجمدة ومنها:
- سبخة رابغ.
- سبخة المدينة المنورة.
- سبخة قريات الملح.[75]

فالعامل الأول في تعين درجة الحراة في الحجاز هو درجة الارتفاع فكلما زاد الارتفاع عن سطح البحر قلت الحرارة.

### العصور الجيولوجية
- العصر الجيوراسي: كانت بلاد العرب وسوريا وشبه جزيرة سيناء في وقت من أوقات الأدوار الجيولوجية القديمة قسم من أفريقيا الشمالية الشرقية. وإن أخدود البحر الأحمر ووجود صخور ابتدائية متشابهة التكوين في الطبيعة والزمان على جانبي هذا البحر، اعتبارًا من شبه جزيرة سيناء وخليج العقبة منبعه القسم الشمالي الشرقي من أفريقية حتى جهات رأس الرجاء الصالح، كل ذلك يدل دلالة قوية لا تحتمل الشك على صحة نظرية الإنجراف القاري من حيث مفهوما الأساسي بأن اليابسة في كوكب الأرض لم تكن بشكلها الحالي؛ وأنه قد قامت في الأزمان الجيولوجية السحيقة قارة عظيمة مؤلفة من هذه النواحي، ويفصلها عن القارة اليوارسية بحر كبير، بقيت لنا من أثاره الكتلة العظيمة المائية التي نسميها الآن بالبحر الأبيض المتوسط، وهذا البحر القديم يُظن أنه في الأزمنة الجيوراسية كان محيطًا بالأطراف الشمالية والشرقية لهذه القارة العظيمة بشكل منحن. وكانت سيناء والعقبة وتبوك والعلا في تلك الأيام قريبة من شاطئ ذلك البحر أيضًا. بينما أن جبال الحجاز وعسير وبلاد نجد حتى جبلي أجا وسلمى وجبل النير والعارض كانت قسمآ من القارة القديمة المشار أليها.[77]
- عصر البحر الكريتاسي: تلا العصر الجيولوجي الجيوراسي عصر أخر عرف بعصر البحر الكريتاسي، الذي كان طائفا بنفس الأماكن في الشمال والجنوب، ويُظن أن هذا البحر كان يغطي منطقة الخليج العربي ورأس عمان كما نعرفه الآن، والمظنون ايضًا أن مياه هذا البحر كانت تلاطم نفس الشواطئ التي كان البحر القديم يلاطمها، ولم تأخذ بلاد العرب شكلها الأخير الذي نعرفه اليوم، إلا بعد انقشاع المياه عن سطح البقاع التي كان يغسلها، تلاه ارتفاع تلك البقاع الأرضية عن مستوى سطح البحر، ثم تلا ذلك العصر حركات أرضية سببت تكوين اخدود البحر الأحمر وانقسام القارة العظيمة إلى قسمين:

قسم غربي البحر الأحمر وهو ما يعرف اليوم بقارة أفريقيا، وقسم شرقي البحر الأحمر وهو ما يعرف اليوم بقارة آسيا.

### الطبقات الأرضية
التكوين الطبيعي للصخور والطبقات في الحجاز (الدرع العربي) مماثل تمام المماثلة للطبقات التي تؤلف المنطقة الغربية للبحر الأحمر اعتبارًا من الساحل المصري إلى أقصى الجنوب (الدرع النوبي).
مع وجود تباين في العلا على طرف الحجاز من الناحية الشمالية حيث تتكاثر بها الحجارة الرملية بطبقات سفلى كثيفة. وتمتد المساحة الغربية الباقية حتى البحر الأحمر. أما أملج وضبا والمويلح قرب رأس خليج العقبة فتتألف من تشكيلات نارية وميتامورفية (متحولة) تميل إلى رواسب مواد الأجسام المعدنية وتوجد بعض هذه المواد في كل من نوعي هذه التشكيلات، إلا أن فائدتها -باستثناء الملح والكلس والجبس- للبلاد في الوقت الحالي ضئيلة. وفي جبل النورة الذي يبعد حوالي 12 ميلآ من مكة توجد كمية طيبة من الجير المحروق يتحصل عليه من الشظايا الراسبة التي قد تحولت إلى ميتامورفية بفعل الحرارة والريح. وترى كذلك جزر مشابهة على الطريق من جدة إلى مهد الذهب كما تشاهد في القرين الأبيض. وأكمة منجم مهد الذهب بالذات عبارة عن صخور بركانية متماسكة كحجر الصوان شكلأً ورواسب متيامورفية بشكل مرتفع، يعلوها مجرى من البازلت وجبل المنجم هو نوع من الأندسيت يقطعه عروق من المرو، وقسم منه مكسو جزئيًا بالريوليت وهو نوع من الصخور النارية (الكوارتزية)، ومعظم الجبال العارية المتعرضة للشمس شرقي الجبال الميتامورفية والبركانية هي من حجر الجرانيت.
وفي الطائف يرى الجرانيت على هيئة حواجز متقاطعة متداخلة إلى الغرب حيث تميل الجبال إلى ارتفاع أعلى وبحذاء الطرف الجنوبي لسلسلة الجبال المتكاتفة في اليمن توجد رواسب منضدة من الرماد البركاني أو الحمم المقذوفة.

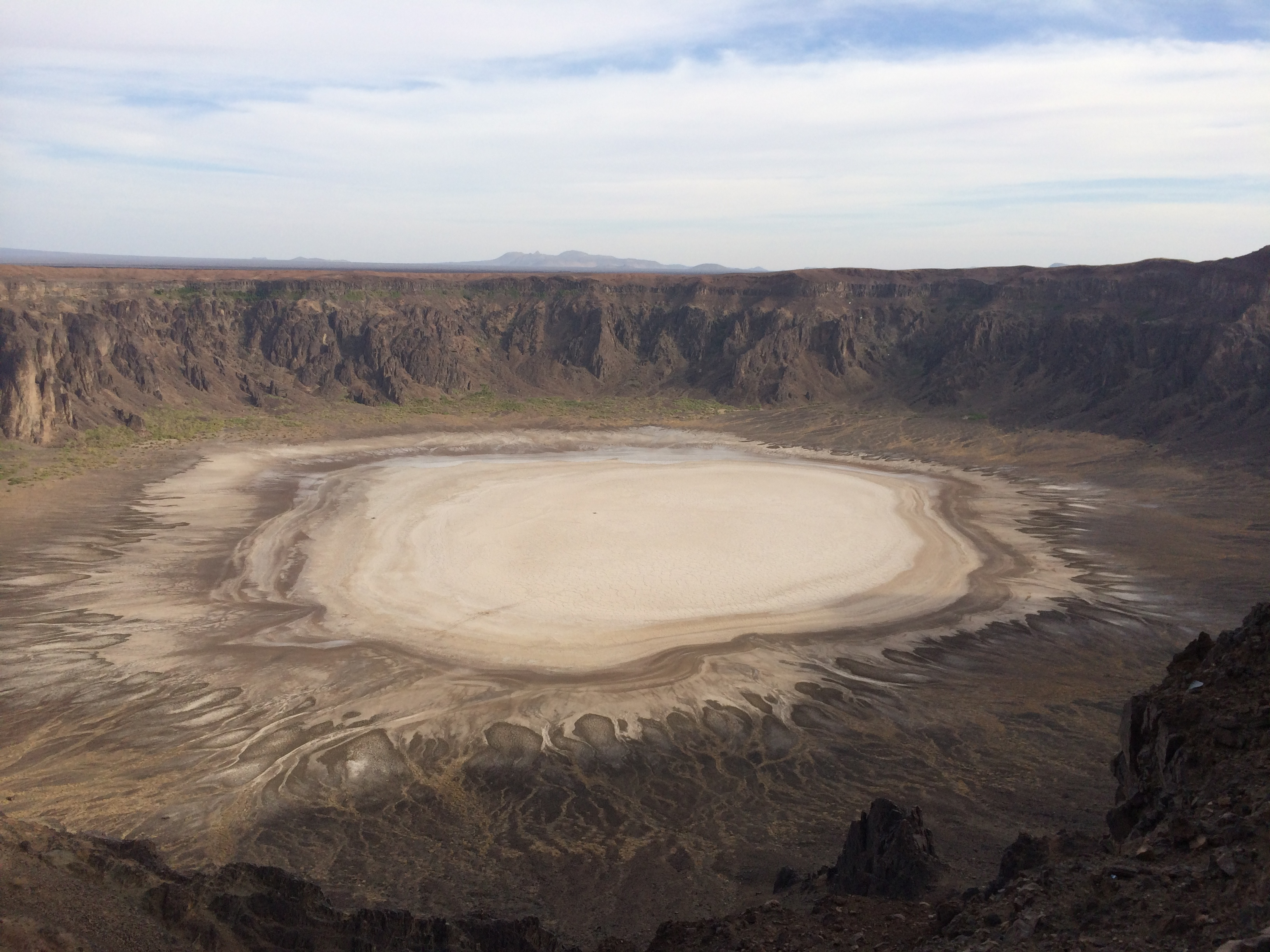
فوهة الوعبة (محلياً: مقلع طمية) حفرة عميقة في الأرض بقطر دائري يبلغ 3 كيلومترات وبعمق 380 مترا.

## الثروات الطبيعية

### المعادن
تتوافر في الحجاز المعادن الفلزية من ذهب وفضة وحديد ورصاص ونحاس واللافلزية كالجبيس والباريوم والصلصال والأسبستس والمغانيسيا، ومن معادن الحجاز:
- الذهب والفضة: يُعد الحجاز من أثرى أقاليم الجزيرة بالمعادن خاصةً معدن الذهب، [81] ويقع أشهر مناجمه في منطقة مهد الذهب التي بلغت الكميات المستخرجة منها حديثًا حوالي أربعة وعشرين ألف كيلوجرام من الذهب، وعُثر على عدة مناجم أخرى قديمة العهد أستغلها القدماء، يتم اليوم تعدين الذهب والفضة على نطاق واسع في الوجه المطلة على البحر الأحمر، أما الفضة فهي لم تُستغل إلا من مهد الذهب.
- النحاس: يوجد النحاس في خامات الذهب في منجم مهد الذهب بمركب كبريتود النحاس (copper suiphides) وفي منطقة تدعى عقيق وأم الدمار التي تبعد 30 كيلو متر إلى الشمال الشرقي من مهد الذهب عثر على خامات النحاس بمركبات malachite azaritc.
- الرصاص:  يوجد الرصاص في تبر مهد الذهب وهنالك مركب من الرصاص والفضة (silver bearing galana) في جبل زهوة شرقي القنفذة على مسافة 65 كيلومتر من ساحل البحر الأحمر.
- الجبس والصلصال: الجبس يوجد على طول ساحل البحر الأحمر، والصلصال الصالح لصناعة الفخار متوفر في أماكن مختلفة من الحجاز.

### الزراعة

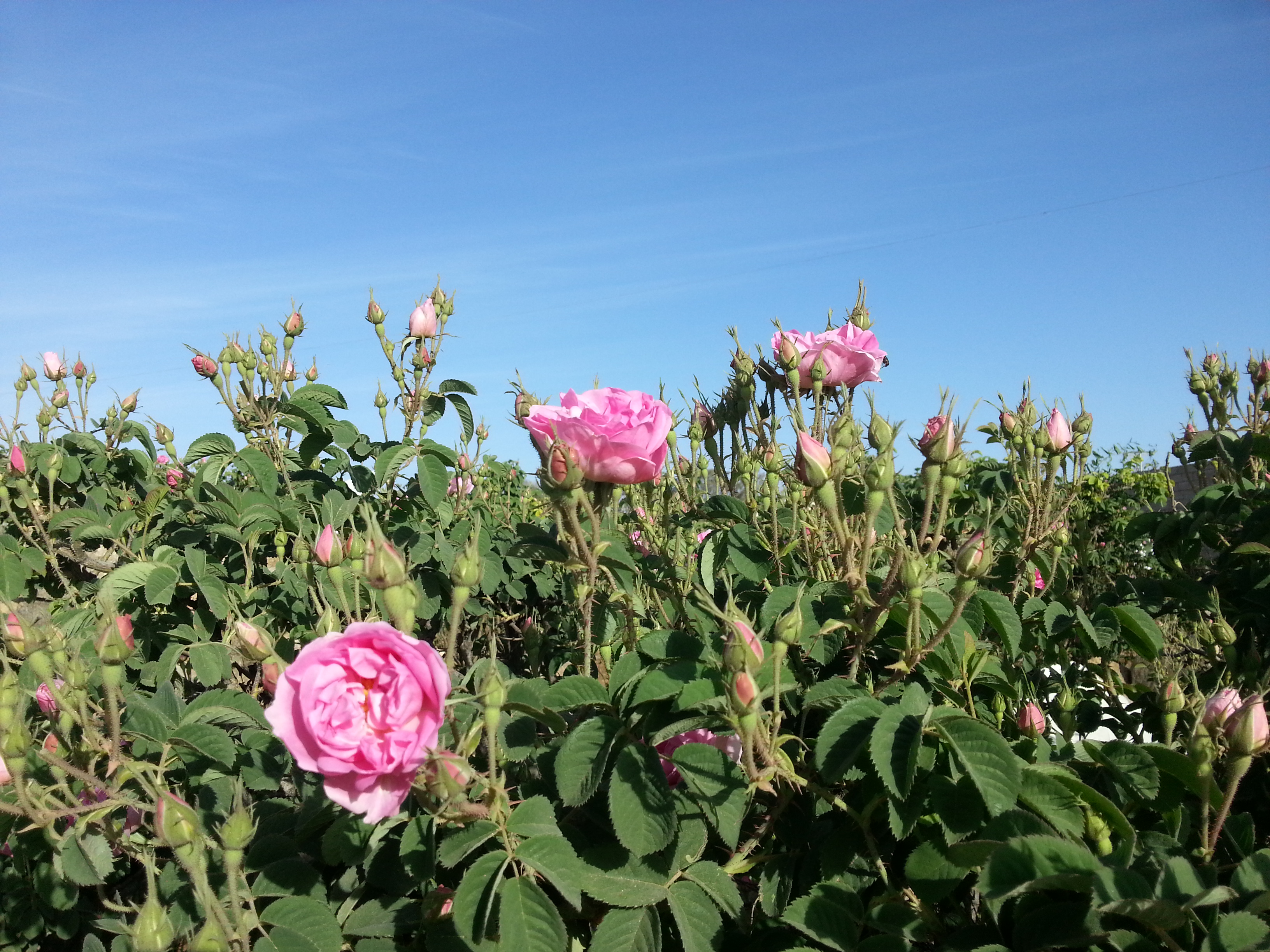
الورد الطائفي المشهور بجودته وإرتفاع أسعاره
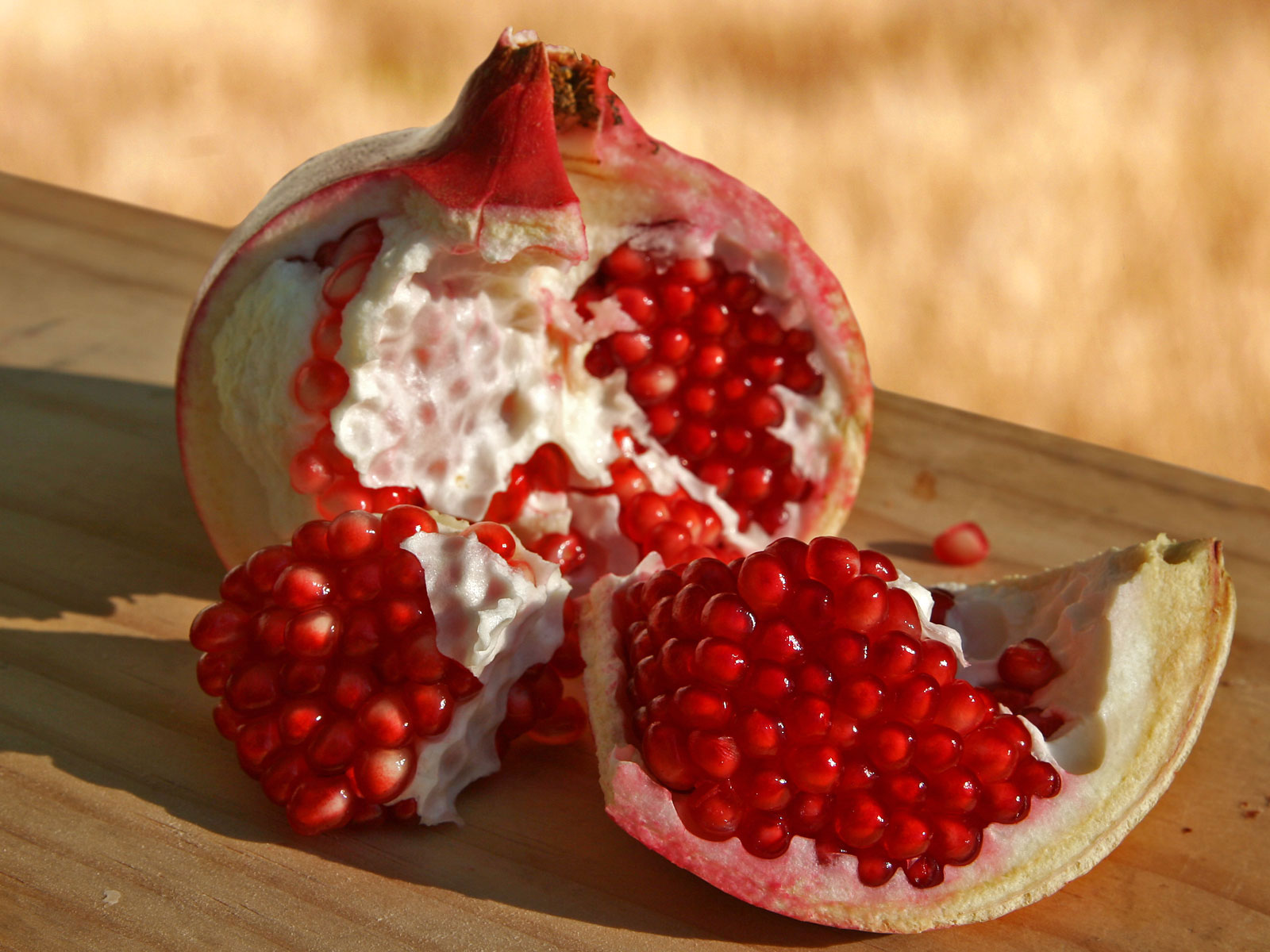
تشتهر المناطق الريفية ما بين الباحة والطائف بإنتاج أفضل وألذ أصناف الرمان
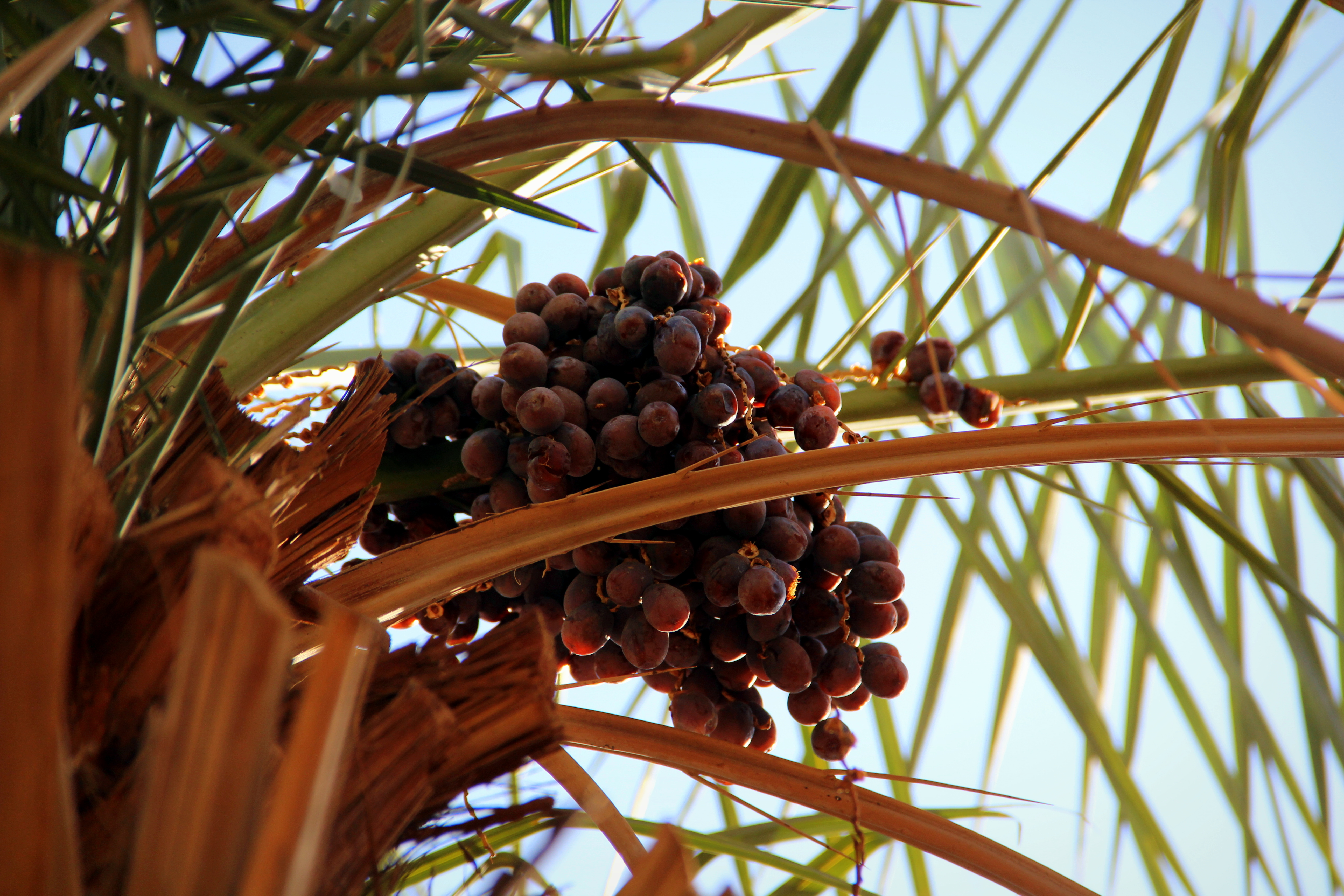
تشتهر المدنية المنورة وبيشة بإنتاج أجود أنواع التمور

يوجد في الحجاز وفرة من المحصولات الزراعية الهامة من التمر والذرة والقمح.
ومن الفواكه في الحجاز : الموز والمشمش والرمان والتين والخوخ والنارنج والليمون والكمثرى والتين الشوكي والسفرجل والبطيخ والتفاح البري والأعناب والنبق والعناب والتوت والبخاري وتمتاز فواكه الحجاز على غيرها بالحلاوة والرائحة ولطف المذاق.
ومن الخضروات : الجزر التمري والجزر المديني والجزر اليماني (البطاطا) والطماطم والباذنجان الأسود والبامية والقرع والفول والملوخية والكرنب والخس والجرجير والفجل الأحمر والأبيض والفلفل الرومي والأخضر والبصل.
والبرسيم: من أهم الغلات التي تؤلف غذاء الماشية.
أهم المناطق الزراعية في الحجاز 
- المدينة المنورة وضواحيها: وأهم الغلات فيها : التمر والحبوب والفواكه والخضر، وتعتمد الزراعة على الآبار والعيون.
- حلي هو مركز زراعي تابع لمحافظة القنفذة يصب فيه وادي حلي والذي يطلق عليه سابقا حلي بن يعقوب وهو أشهر وأكبر وادي بالمملكة وينتج الذرة الحمراء (الرفيعة) والسمسم والدخن بالإضافة إلى الخضروات والمانغو.
- الطائف: وأهم الغلات بها: الفواكه ونباتات الزهور والخضر.
- الباحة: وأهم الغلات بها: الخضار والتمر ونباتات الزهور والقمح والبقوليات والحمضيات كالليمون والبرتقال وتشتهر بالفواكه الصيفية كالرمان والبرشومي والعنب والكمثرى والمشمش.
- تربة: وغلاتها التمر وبعض الفواكه والخضروات والبرسيم.
- بلجرشي: وغلاتها الفواكه بأنواعها والزهور.
- النماص: وأهم الغلات بها: الخضار والقمح والثمار الموسمية مثل المشمش والبخار والفرسك والتفاح وبعض أنواع الزهور.
- المندق: وغلاتها الحبوب والخضروات والفواكه والزهور.
- الحجرة: وغلاتها البر والسمسم وأنواع مختلفة من الفواكه.
- ميسان: وغلاتها الخضروات والفواكه.
- القرى: الحبوب والفواكه الصيفية خاصة الرمان الذي تشتهر به.
- بني مالك: تشتهر بلاد بني مالك بالمنتجات الزراعية ومن أهمها اللوز البجلي والذرة، كما تتم فيها زراعة العديد من الفواكه.[83]

## السكان

### التركيبة السكانية
يتكون معظم سكان الحجاز من أبناء القبائل العربية الذين ينتشرون في البوادي والحواضر والأرياف والهِجر،  كما يتواجد مكون لا قبلي من أصول مُختلِفة في كلٍ من: جدة ومكة المكرمة والمدينة المنورة، وينبع والطائف بتواجد أقل.

### الفنون الشعبية
شعر المحاورة: هو فن من الفنون الأدبية الشعرية بدأ في الحجاز ثم امتد للمناطق الأخرى في الجزيرة العربية،  ولشعر المحاورة جمهور كبير وله عدة مسميات مختلفة منها: (المحاورة، الردِّية، القلطة). يعتمد شعر المحاورة على سرعة البديهة إذ هو شعر مرتجل يدور بين شاعر وآخر مباشرة في زمان ومكان واحد، وهو أيضا شعر غنائي يؤدى على لحن معين يسمى (الطرق).
التعشير: أو «العرضة بالمقمع» هي رقصة حربية قديمة تندرج تحت الفن الحجازي،  أول من بدأ يؤديها المحاربون من اجل بث الحماس واخافة الخصوم قبل المعارك وللتعبير عن الفرحة بالنصر بعد الفوز. تمارسه قبائل الحجاز هذيل وبنو سليم وقريش وفهم وثقيف، خاصةً في مناسبات الأفراح، والشخص الذي يؤدي هذه العرضة يحتاج إلي لياقة ومهارة عالية لتجنب الإصابات حيث انها تنتهي بقفزة المؤدي لها وإطلاقه للبارود الناري لينفذ من تحت قدميه.
المجرور هو فن شعبي من فنون الحجاز واُشتهر في مدينة الطائف، بين قبائل هذيل وقريش يبدأ بالتحية، ويجمع بين الشعر والغناء والرقص. يقام في المناسبات والأعياد والمهرجانات الثقافية والتراثية، وتقوم فكرته على اصطفاف صفين متقابلين، يترأس كل صف شاعر وهو من يختار اللحن الذي يعتمده قارع الدفوف، وتردد على أساسه الفرقة ما يلقيه رئيسها، وهكذا يرد الشاعر في الفرقة المقابلة.
العرضة: عبارة عن فلكلور شعبي تراثي سعودي،  مكون من شاعر ولاعبين (عرّاضة) وزير، وتتميز بتنظيمها وجمالها، تقام في الأعياد والأعراس، وتتشكل العرضة من قسمين من اللعابة، أمامي وخلفي، بينهما ممر، كل قسم يتكون من إثنين، إثنين، يقف الشاعر أمام المجموعة الأولى ويلقي صدر القصيدة، ويقول: شلّوا، أي العبوا بها، فيبدأ قرع الزير، ويتحرك سريعاً للمجموعة الثانية ويلقي عجز البيت، تتناوب المجموعتان صدر البيت وعجزه صوتاً، حتى يشيب القاف، يأتي شاعر آخر، ويقول خلّوها، ويلقي قصيدة أخرى على اللحن أو بلحن آخر.
المجالسي: ويكون على الشكل التالي وقفات متتاليات متطابقات وزناً وقافية ويتبعهن البيت المشيول وهو عبارة عن بيت عادي مكون من صدر وعجز مختلفين بالقافية، ويقومون الشيالة الجالسين بشيلة الشطر الأخير فقط بعد انتهاء الشاعر، وكان المجالسي مشهور في منطقة الحجاز، وهو فن خفيف لا يتطلب الوقوف ولا تنظيم الصفوف
البدواني: هو لعب من الألعاب التي تندرج تحت فئة الفنون الشعبية السعودية في الحجاز، ويتم لعبها في المناسبات في المدينة المنورة وينبع وجدة ومكة المكرمة،  وتتشابه هذه اللعبة مع أغلب الألعاب التي تعتمد على إيقاعات الزير. وتقوم فكرة اللعبة بتكوين صفين متقاربين في كل صف ربان ونقالة، ويقوم ربان الصف برفع البدوة أو الزهيم أو النقلة ويأخذها منه الصف المقابل، ثم يقوم بدق الزير ويقوم الصف القائد بترديد كلمة البدوة عدة مرات إلى أن يبدأ ربان الصف.
الرفيحي: فن من الفنون الشعبية السعودية تشتهر به منطقة تبوك وتحديدا في الساحل الغربي،  وهو ذلك الفن الجماعي الذي يؤدّي عبر صفين من الرجال متقابلين أو على شكل نصف دائرة، حيث يقوم أحد المؤدّين بالرقص بين الصفين كأداء فردي معبّر يعود بعدها إلى مكانه بين الصفوف، ليخرج آخر، فيما يردد الصفين المتقابلين بالتناوب قصائد متنوعة بمواضيع مختلفة. يشتهر الرفيحي في منطقة شمال الحجاز، عند قبائل بلي وجهينة وبني عطية والحويطات.

## الحياة الفطرية
تربى الماشية في الحجاز مثل: الإبل والماعز والضأن والبقر والخيول. وتوجد في الحجاز بعض الحيوانات منها: النمر العربي والفهد والذئب والثعلب والغزال والوعل والقرد والأرنب والحمار وغيرها. وهناك أنواع من الطيور الجارحة والطيور الأنيسة؛ كالصقر والنسر والبوم. كما يوجد في الحجاز العديد من المحميات منها: محمية محازة الصيد ومحمية سجا وأم الرمث ومحمية جبل شدا الأعلى ومحمية جزر أم القماري ومحمية جرف ريدة.

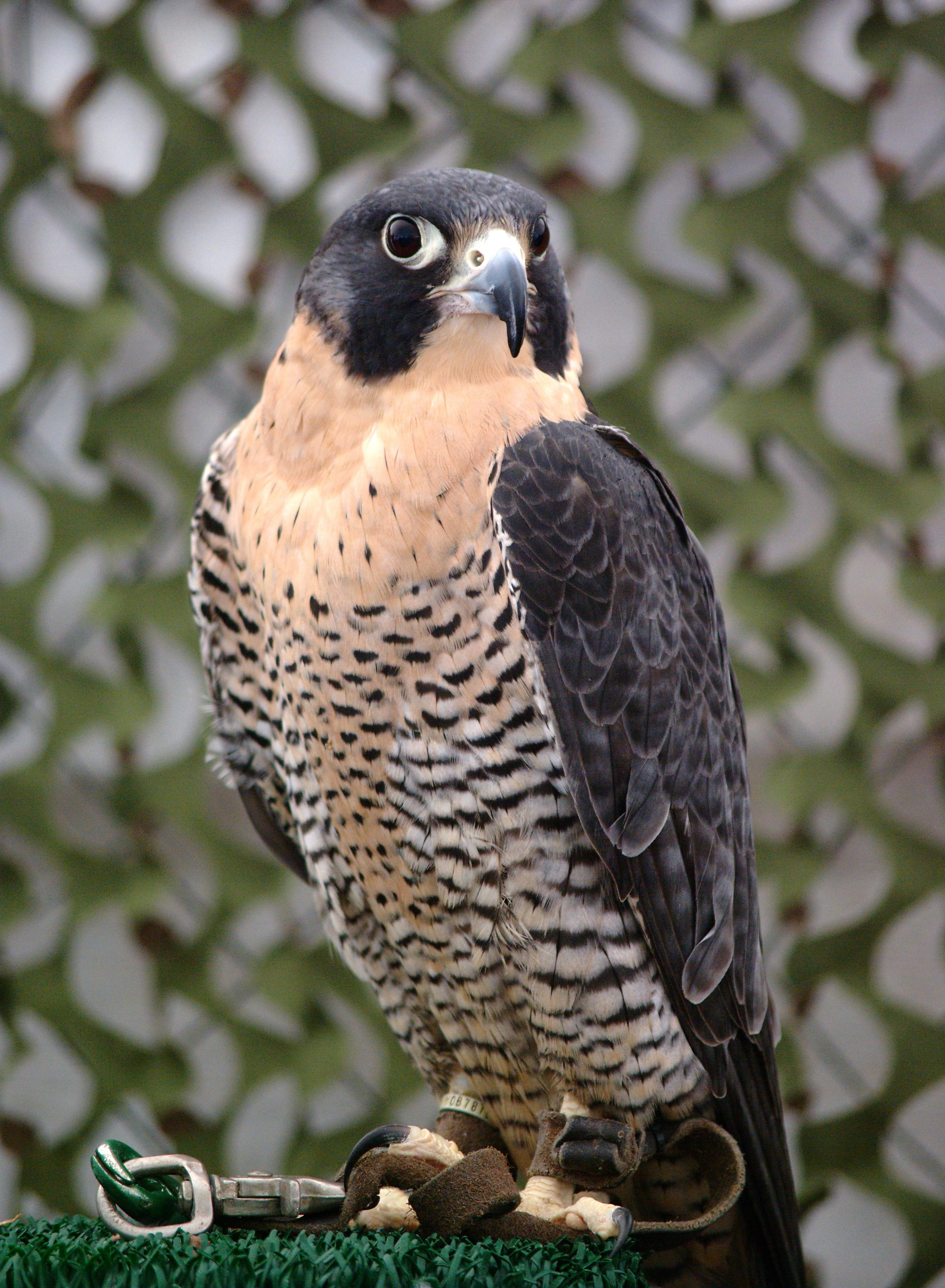
صقر شاهين
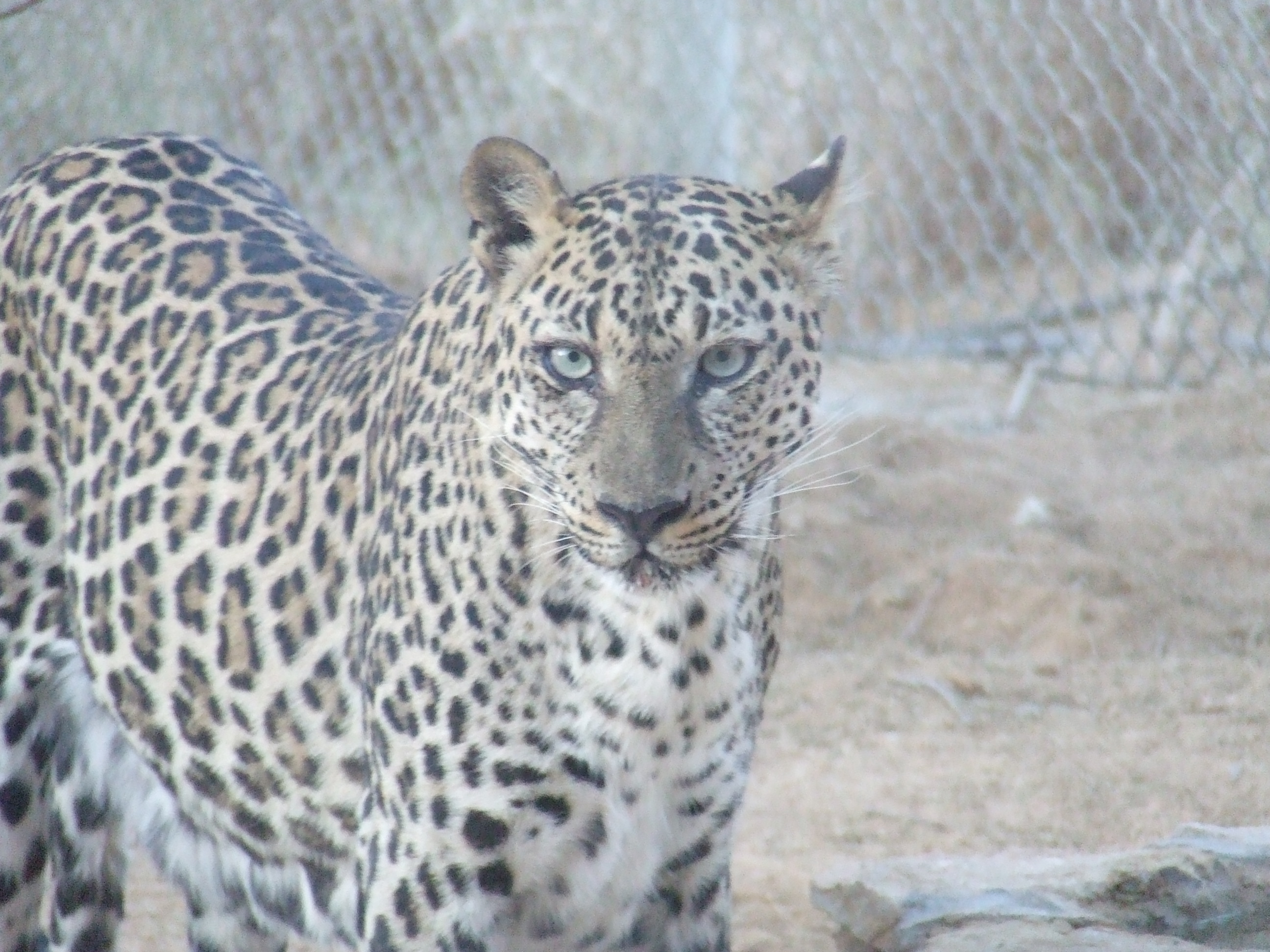
النمر العربي
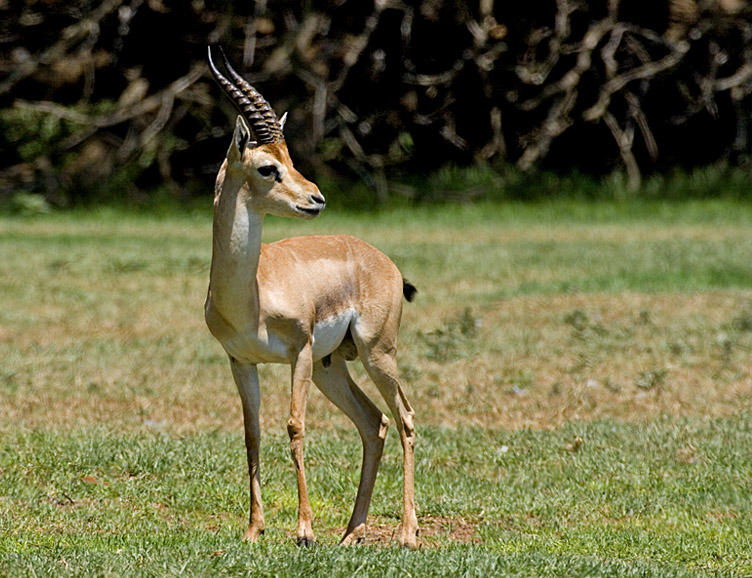
غزال
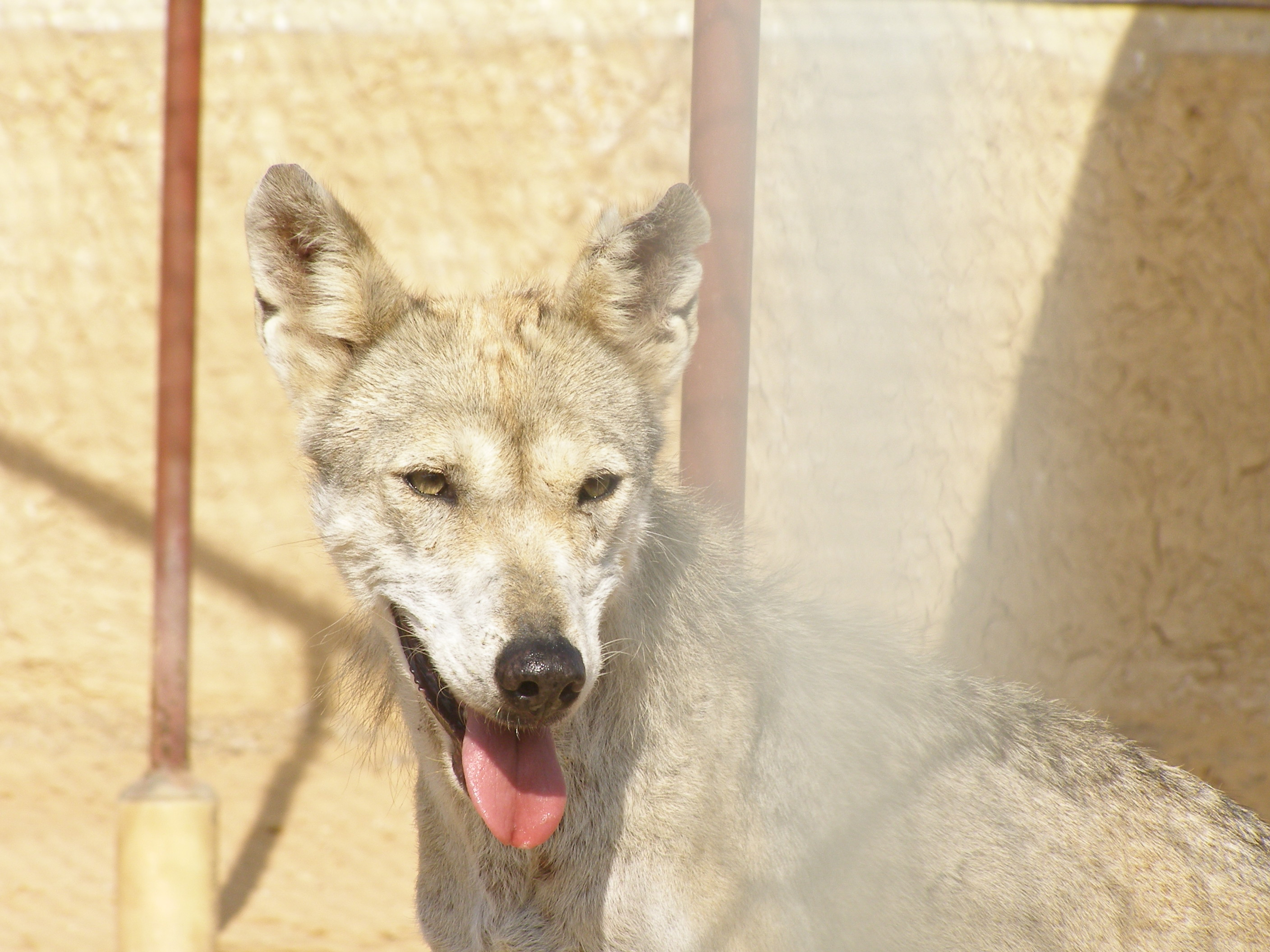
الذئب العربي
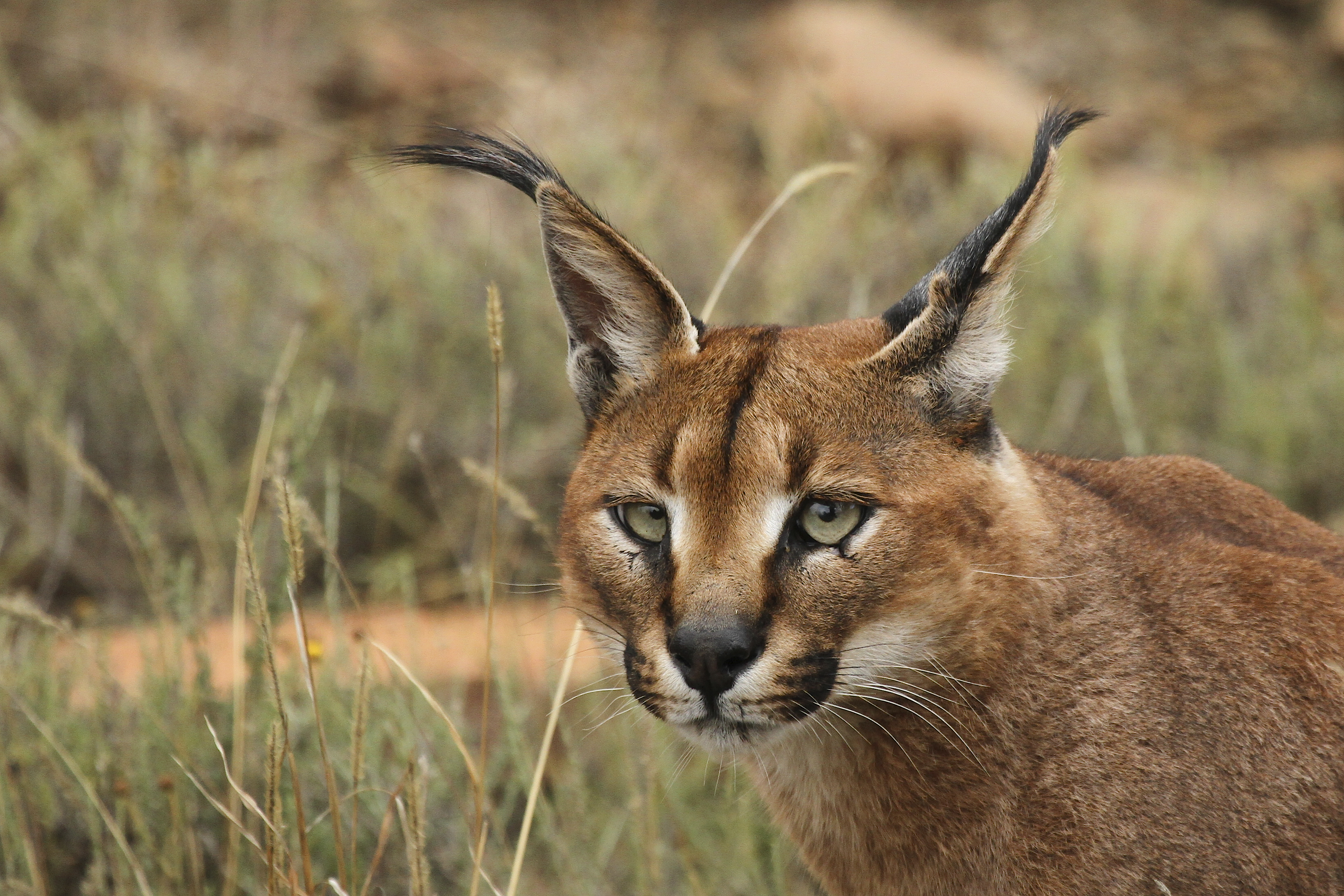
الوشق العربي
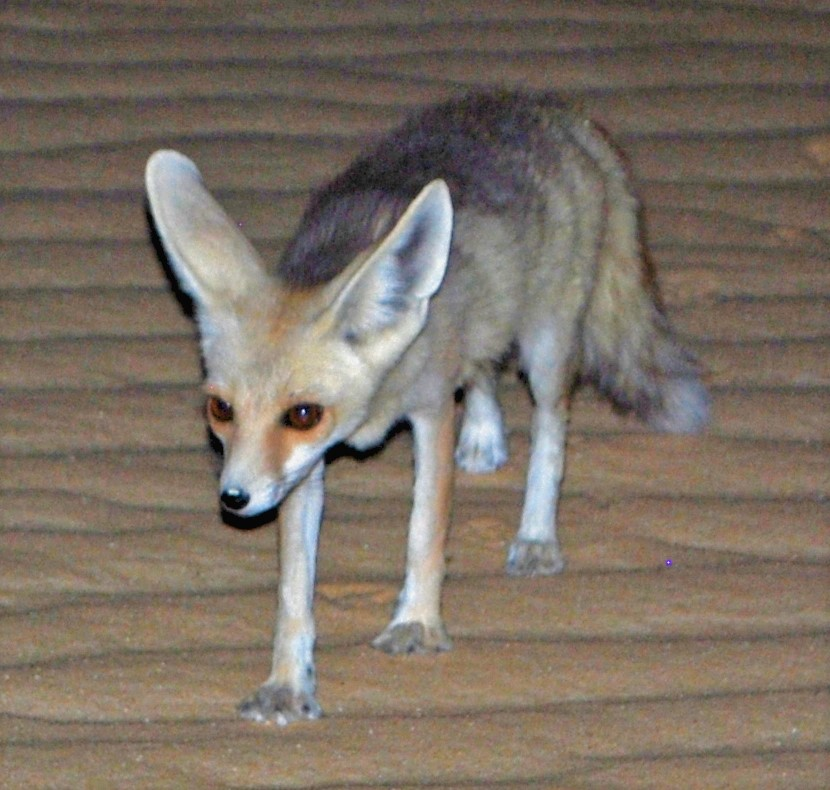
ثعلب روبل
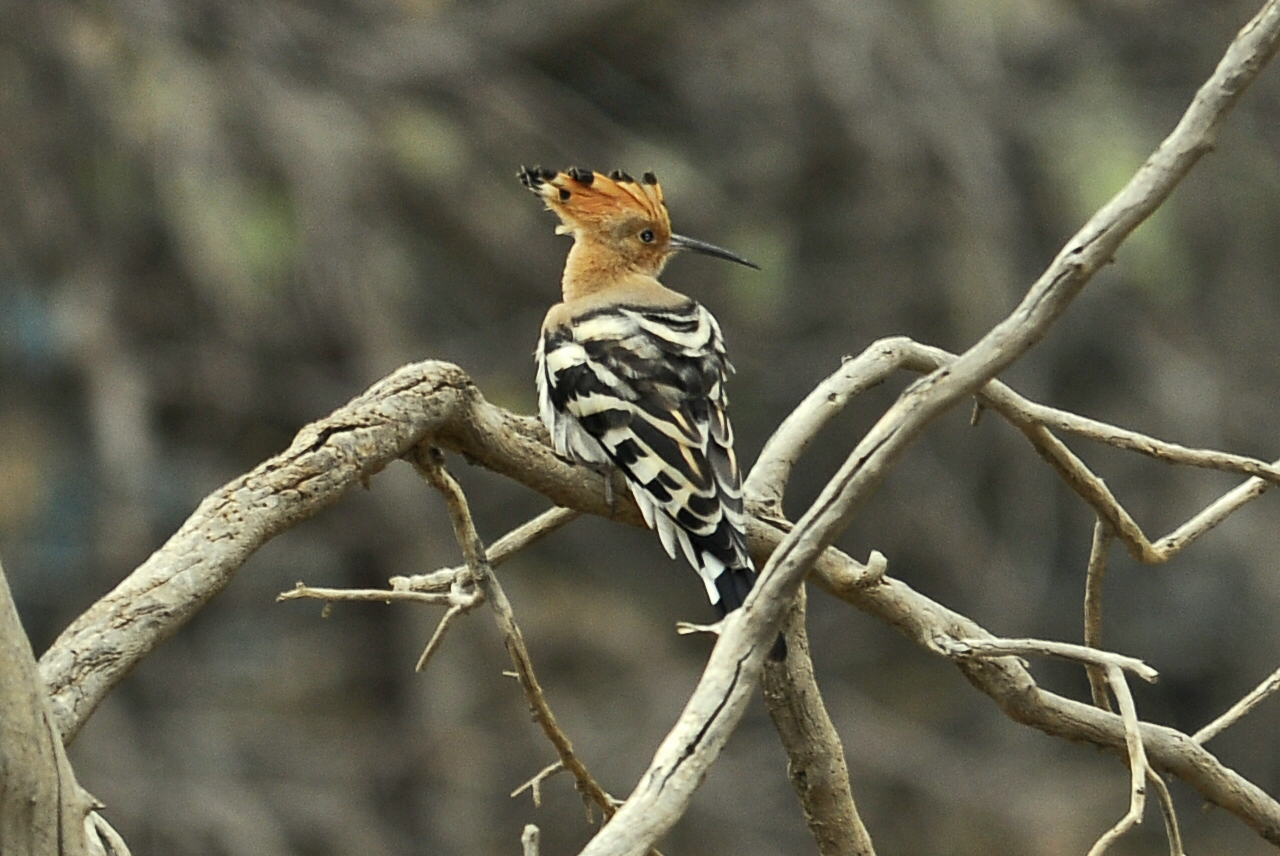
طائر الهدهد
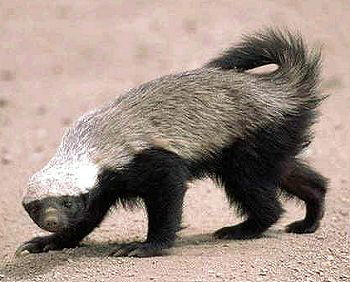
غرير العسل

## مناطق الحجاز

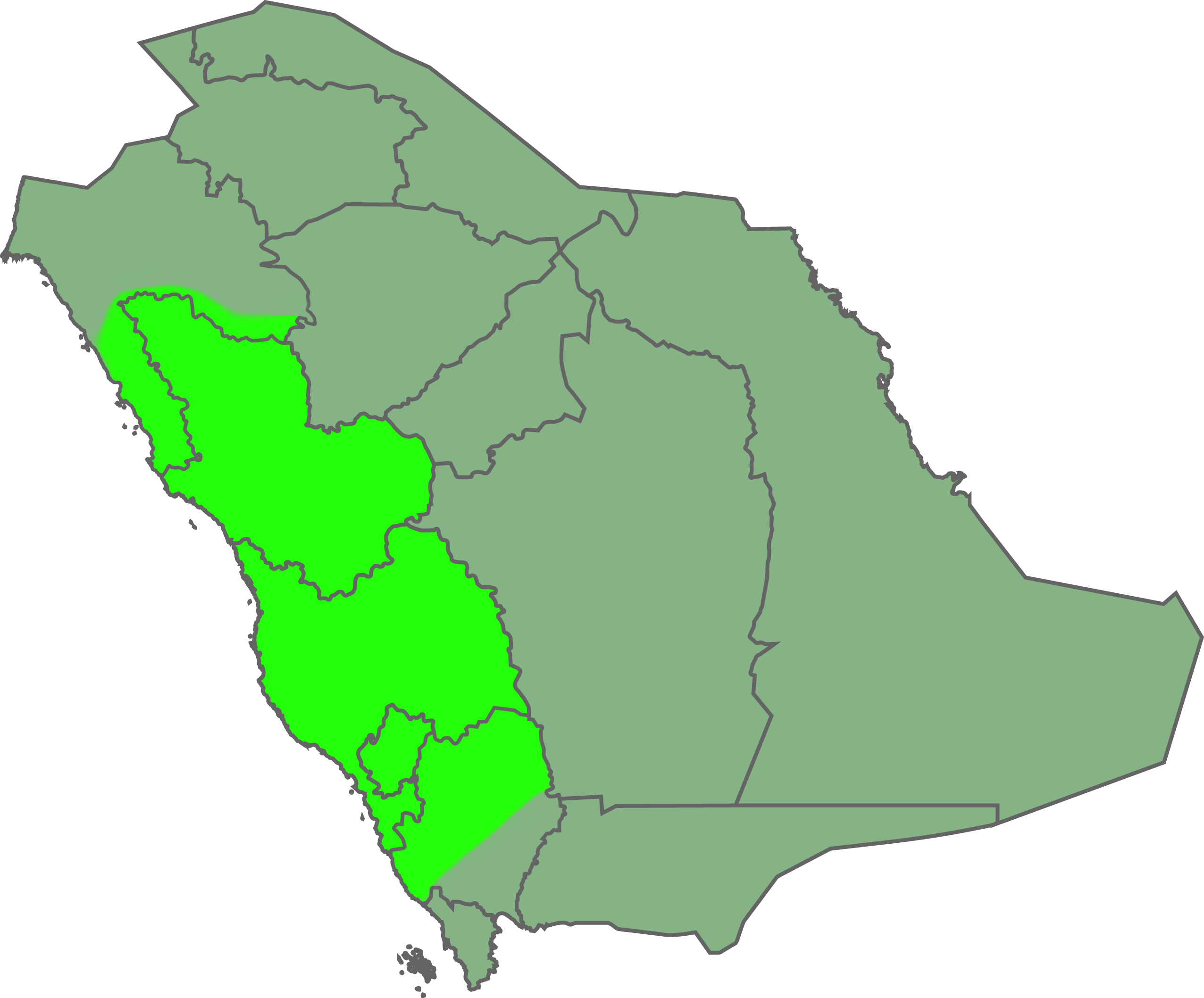

### منطقة المدينة المنورة

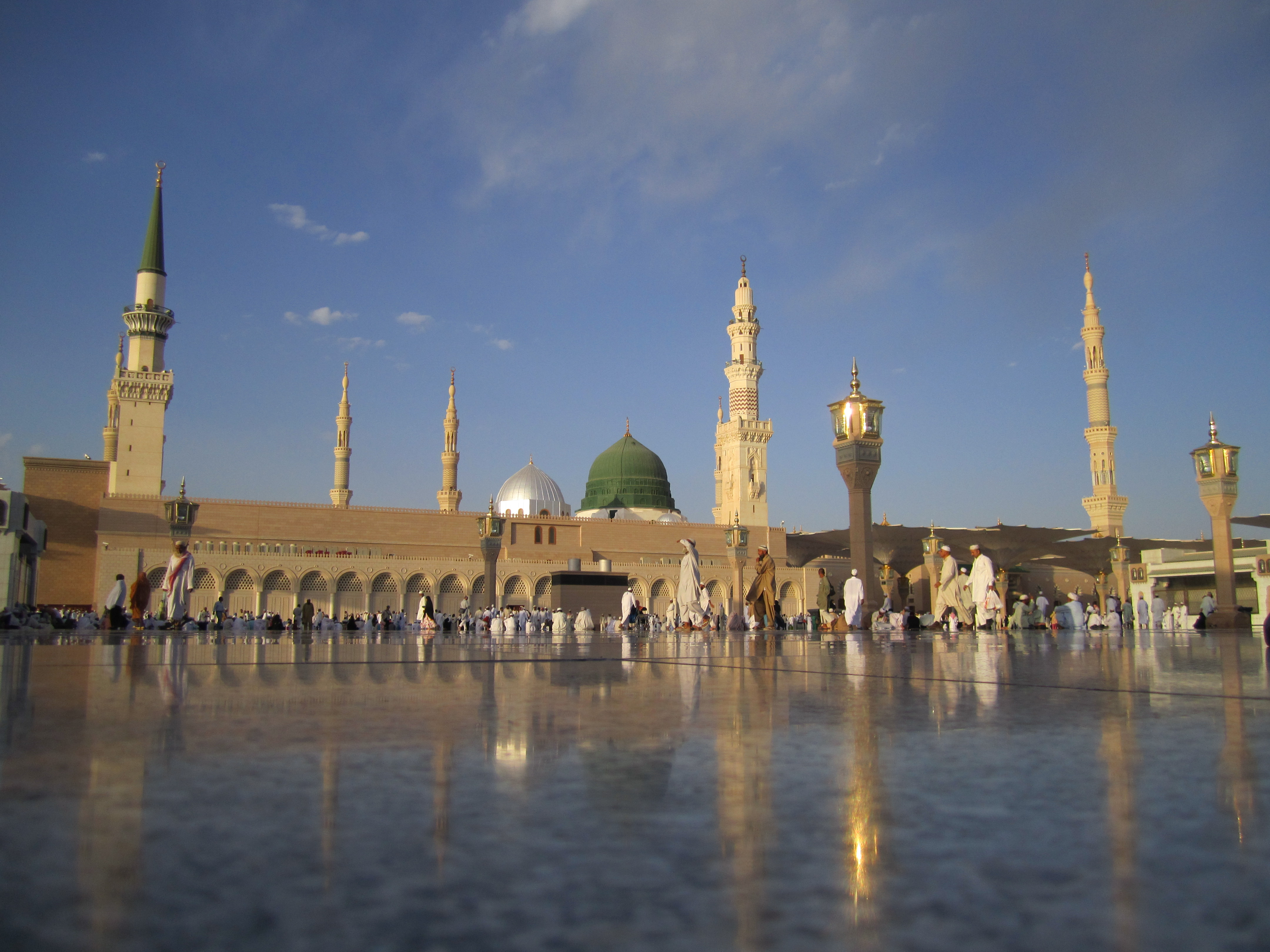
المسجد النبوي
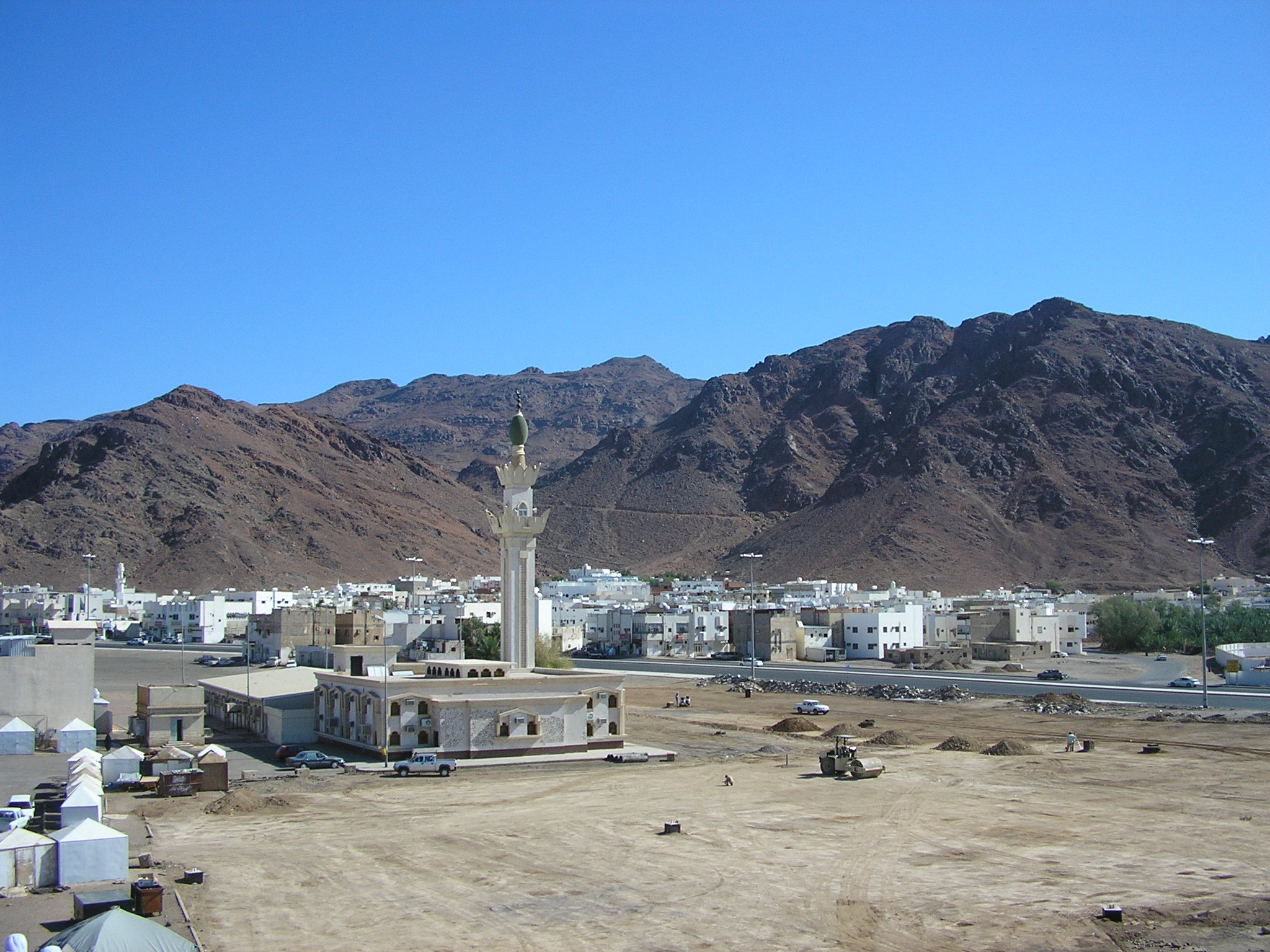
جبل أحد
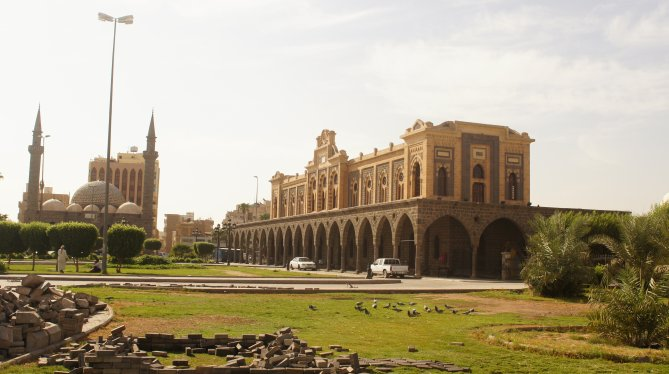
محطة المدينة المنورة وبجوارها مسجد العنبرية العثماني الطراز
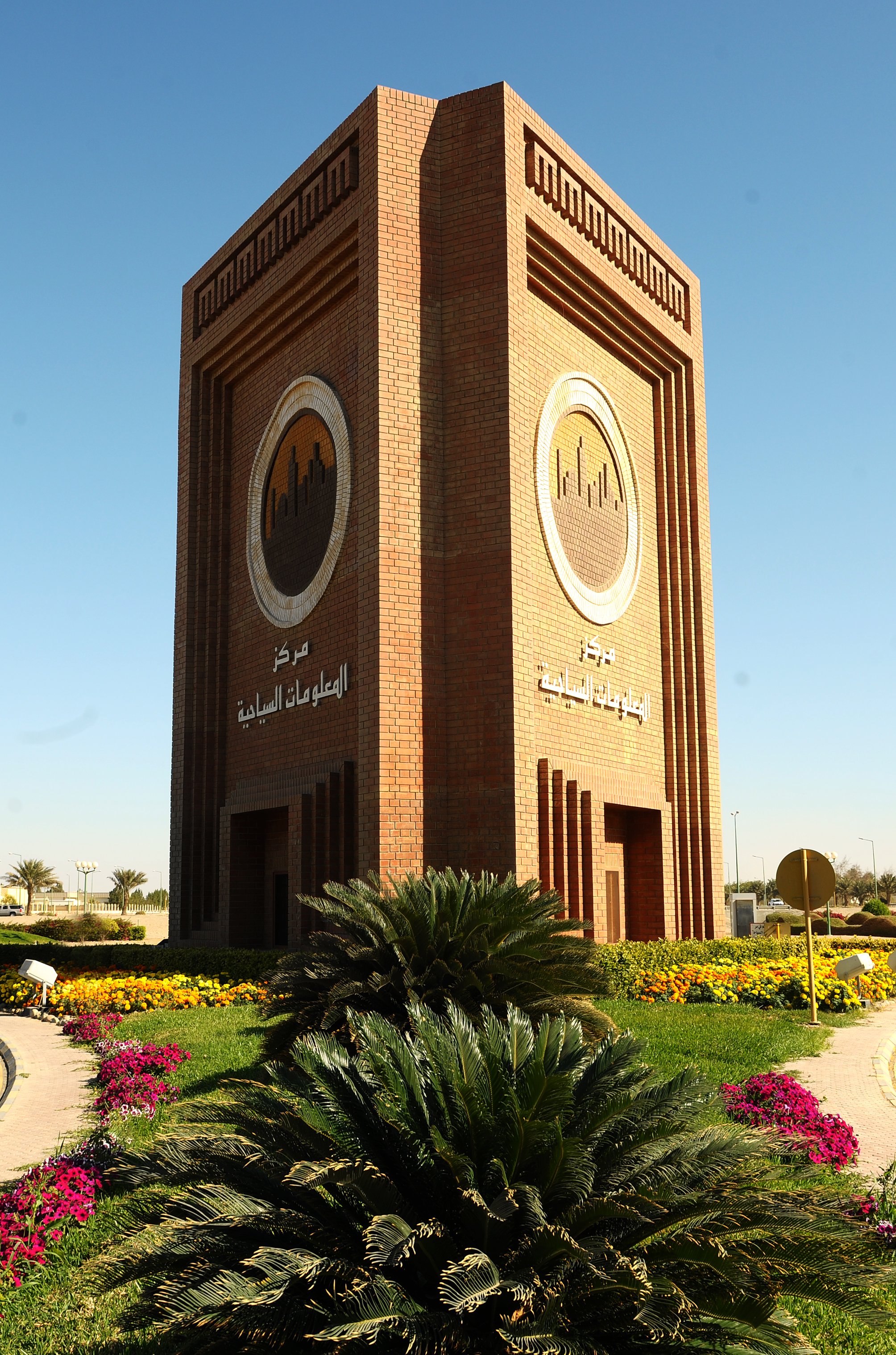
ينبع
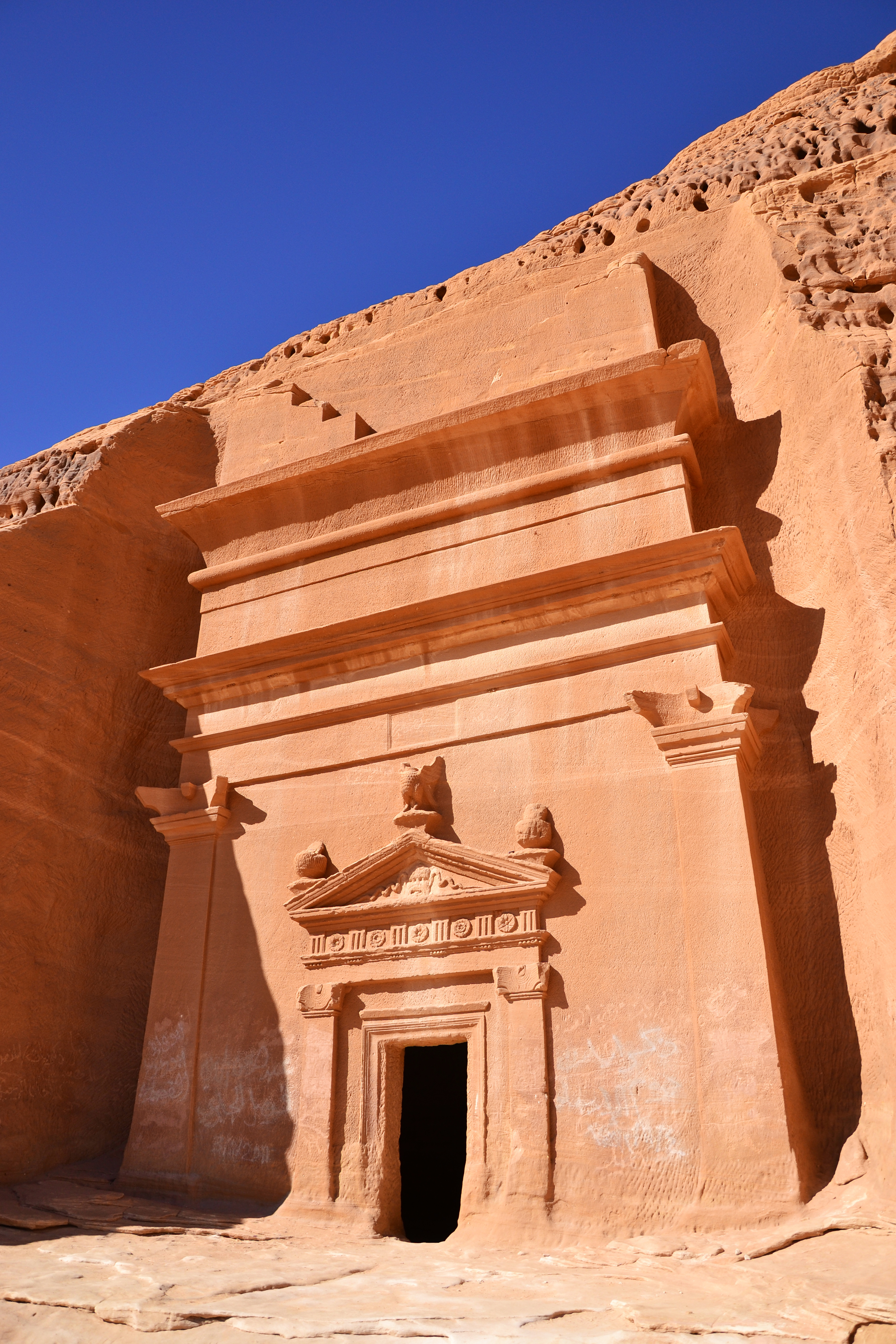
مدائن صالح
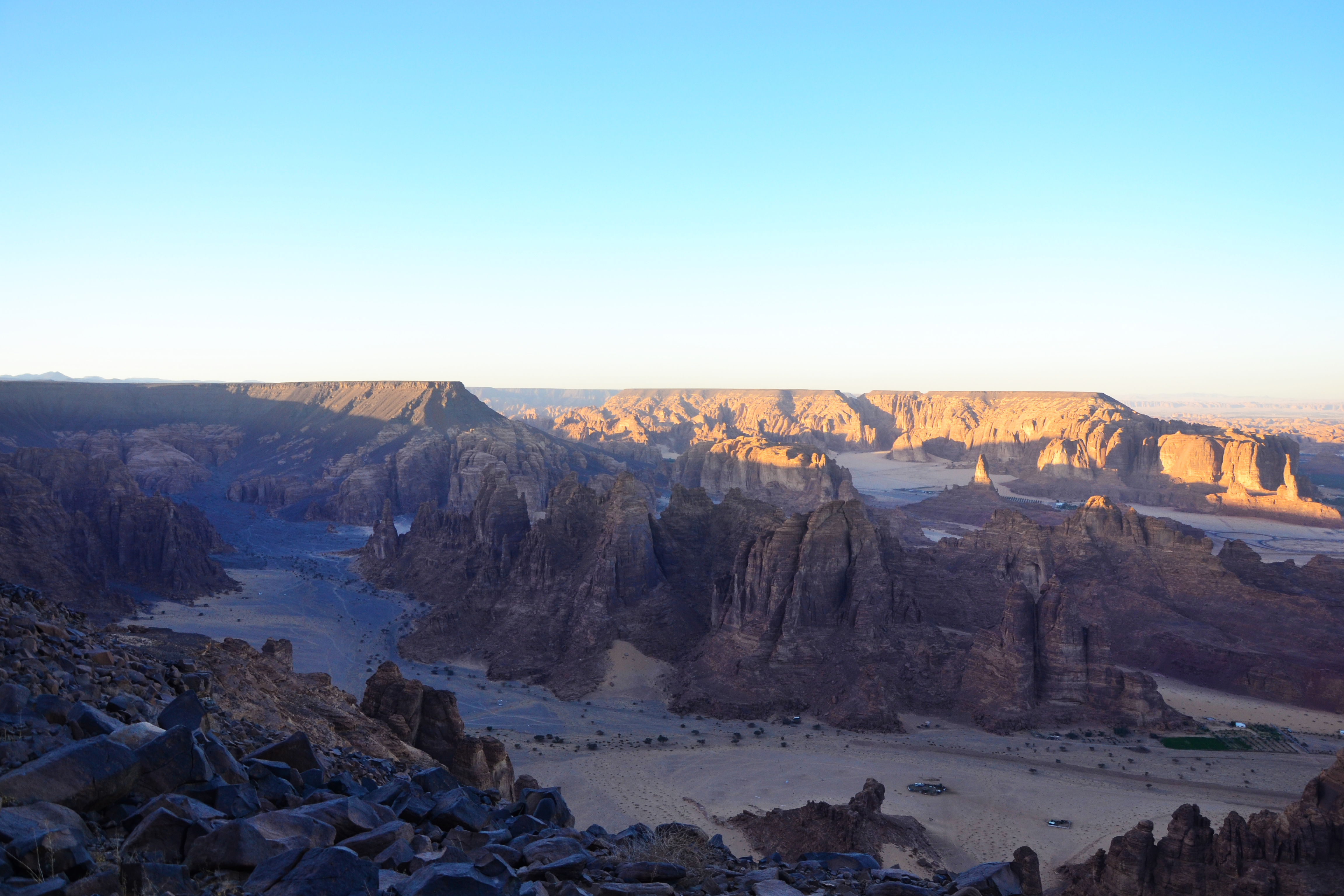
وادي العلا

منطقة المدينة المنورة هي إحدى المناطق الإدارية بالمملكة العربية السعودية ومقر إمارتها المدينة المنورة ويتولى إمارتها الأمير فيصل بن سلمان بن عبد العزيز آل سعود وتأتي في المرتبة الثالثة من حيث المساحة، والخامسة من حيث عدد السكان. ومن أشهر ما تتملكه المنطقة الحرم النبوي الشريف والجوامع المشهورة في المدينة مثل، مسجد القبلتين ومسجد قباء، ومقبرة بقيع الغرقد أو البقيع كما في يسميه الناس اليوم، هذه المقبرة التي تضم الكثير من الصحابة مثل : عثمان بن عفان وزوجة النبي أم المؤمنين عائشة بنت أبي بكر الصديق والعديد من أصحابه وآل بيته أجمعين. وتكتسب المنطقة أهميتها الدينية من وجود المدينة المنورة، حيث المسجد النبوي الشريف الذي يؤمه ملايين الزائرين كل سنة من جميع بقاع العالم، وهذه سمة تنفرد بها المنطقة في العالم الإسلامي وفي العالم ككل، ووجود جسد النبي الطاهر في المدينة المنورة وبجواره صاحبيه أبو بكر وعمر ما، والكثير الكثير من الصحابة وآل البيت رضوان الله عليهم مدفونون في المدينة المنورة مما يكسبها قدسيةً في قلوب المسلمين بمختلف مذاهبهم ولغاتهم.
كما أن أفضلية منطقة المدينة المنورة تمتد لتشمل العديد من العناصر، مثل: التراب والزرع والصاع والمد والشجر والصيد في حدود الحرم.
للإشارة، فإن النبي حث على السكن بالمدينة المنورة منذ أن حل بها مهاجراً منذ ما يزيد على أربعة عشر قرناً من الزمان.
كل هذه المزايا تجعل منطقة المدينة المنورة منطقة مهمة ومنفردة.

### منطقة مكة المكرمة

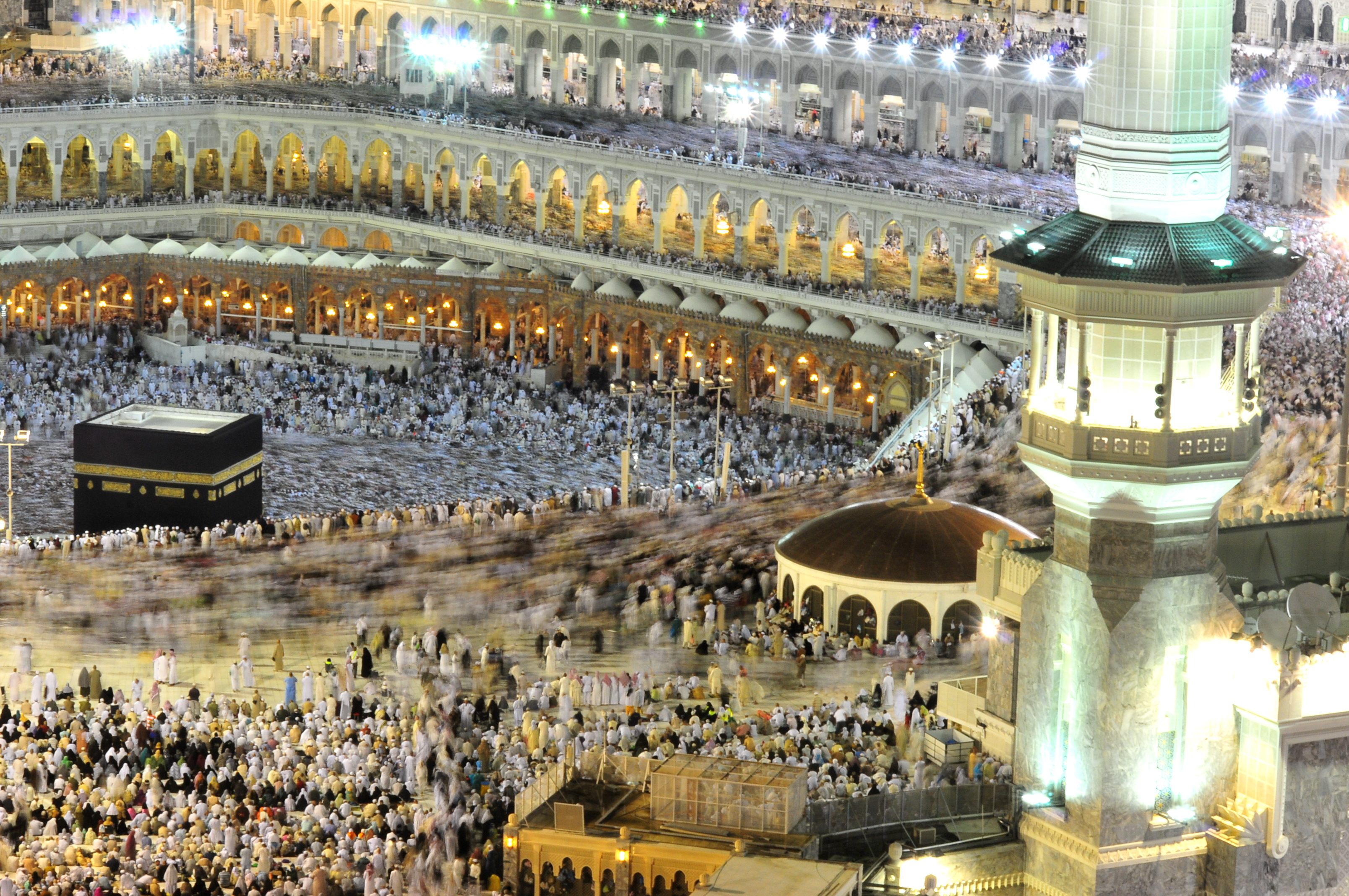
الحرم المكي الشريف
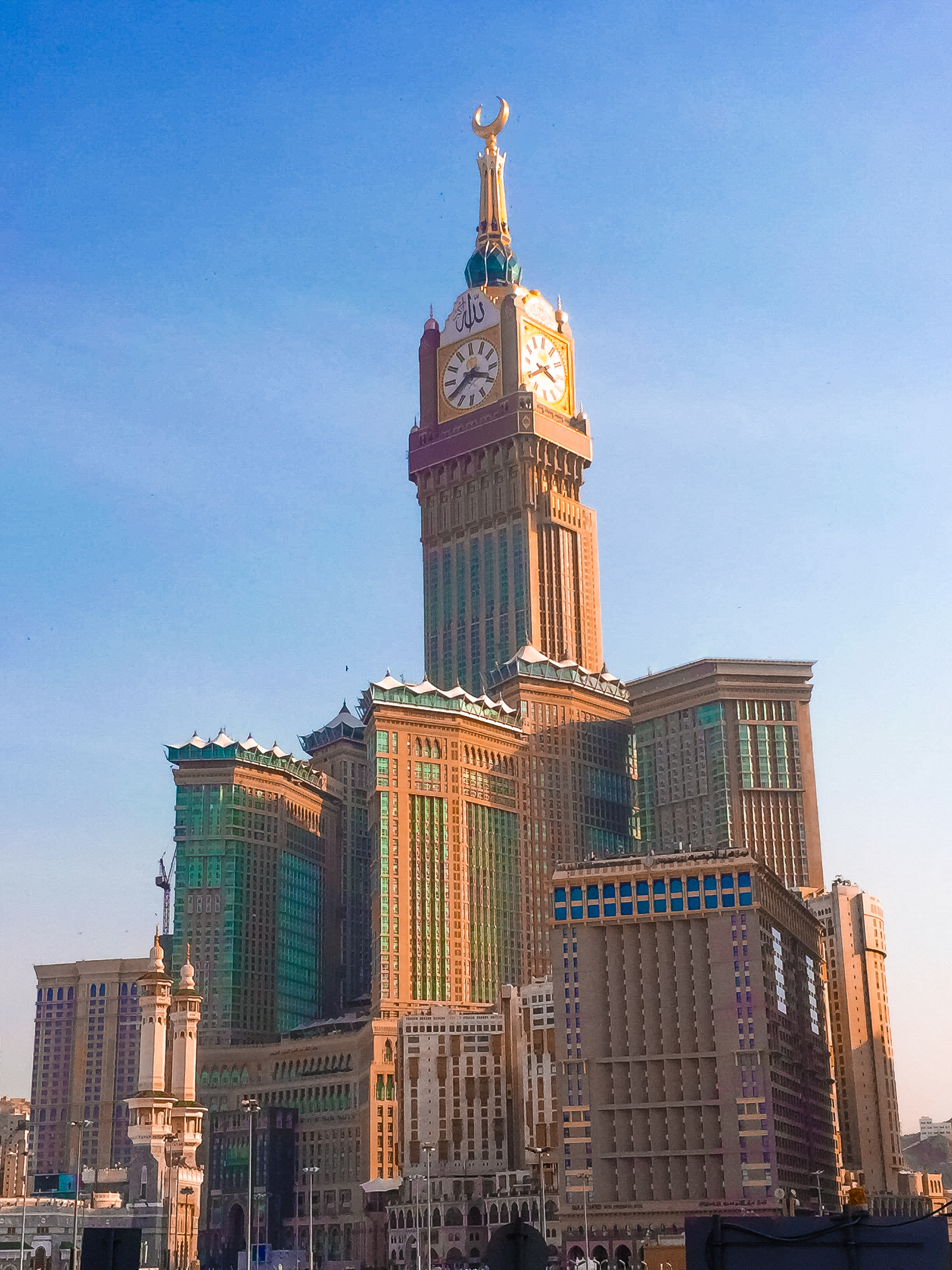
ساعة مكة
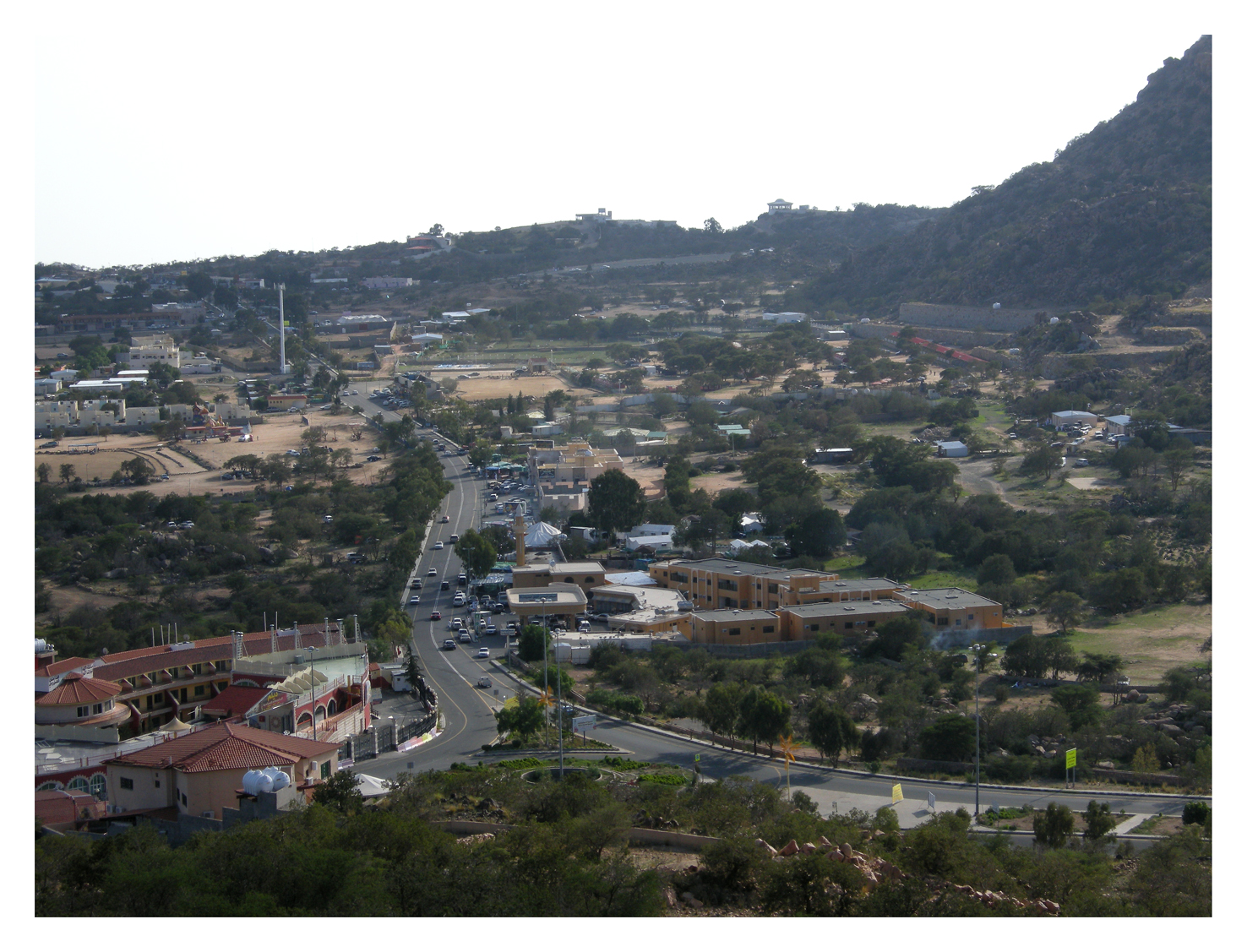
الطائف
قصر شبرا التاريخي
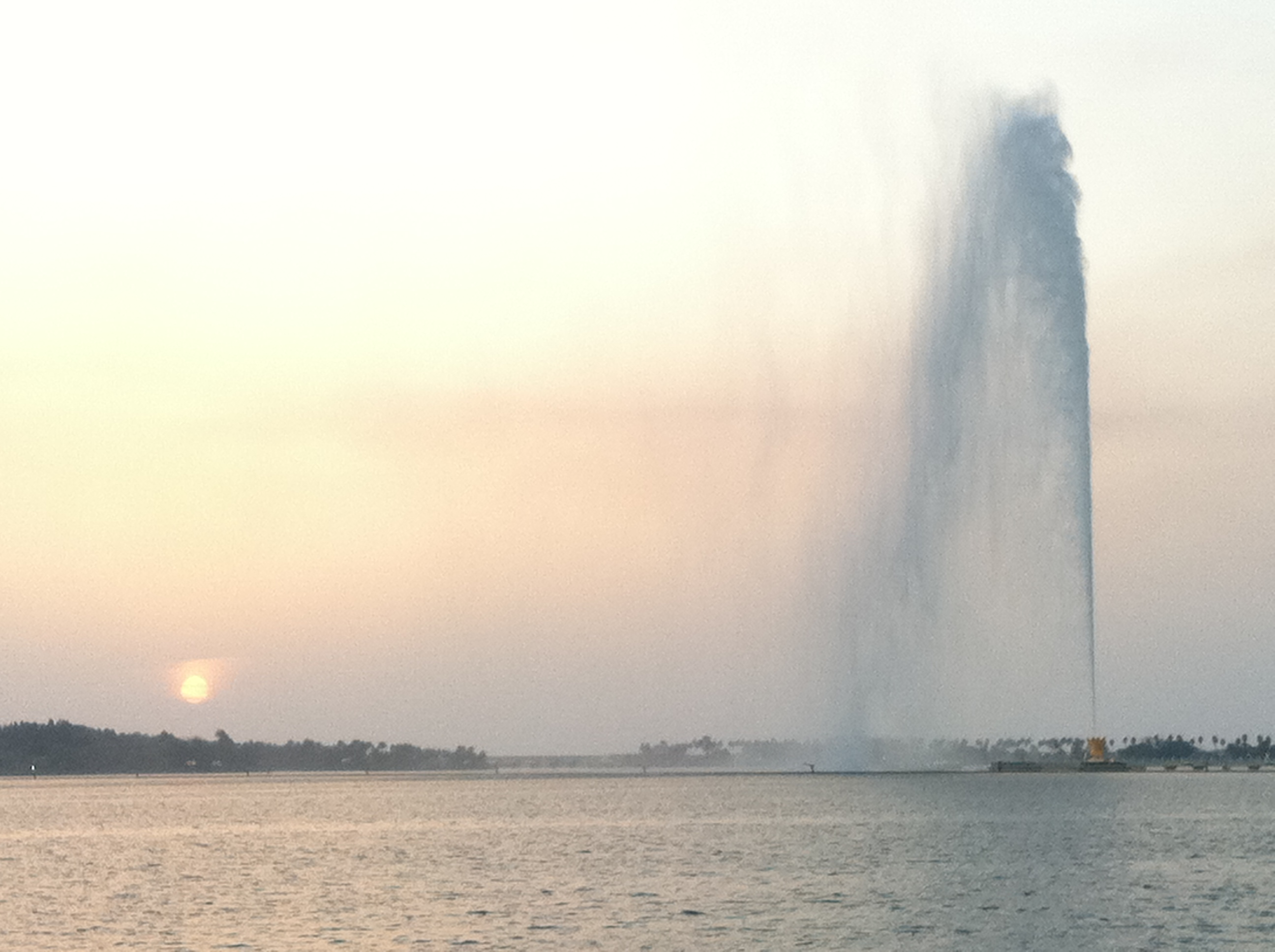
جدة
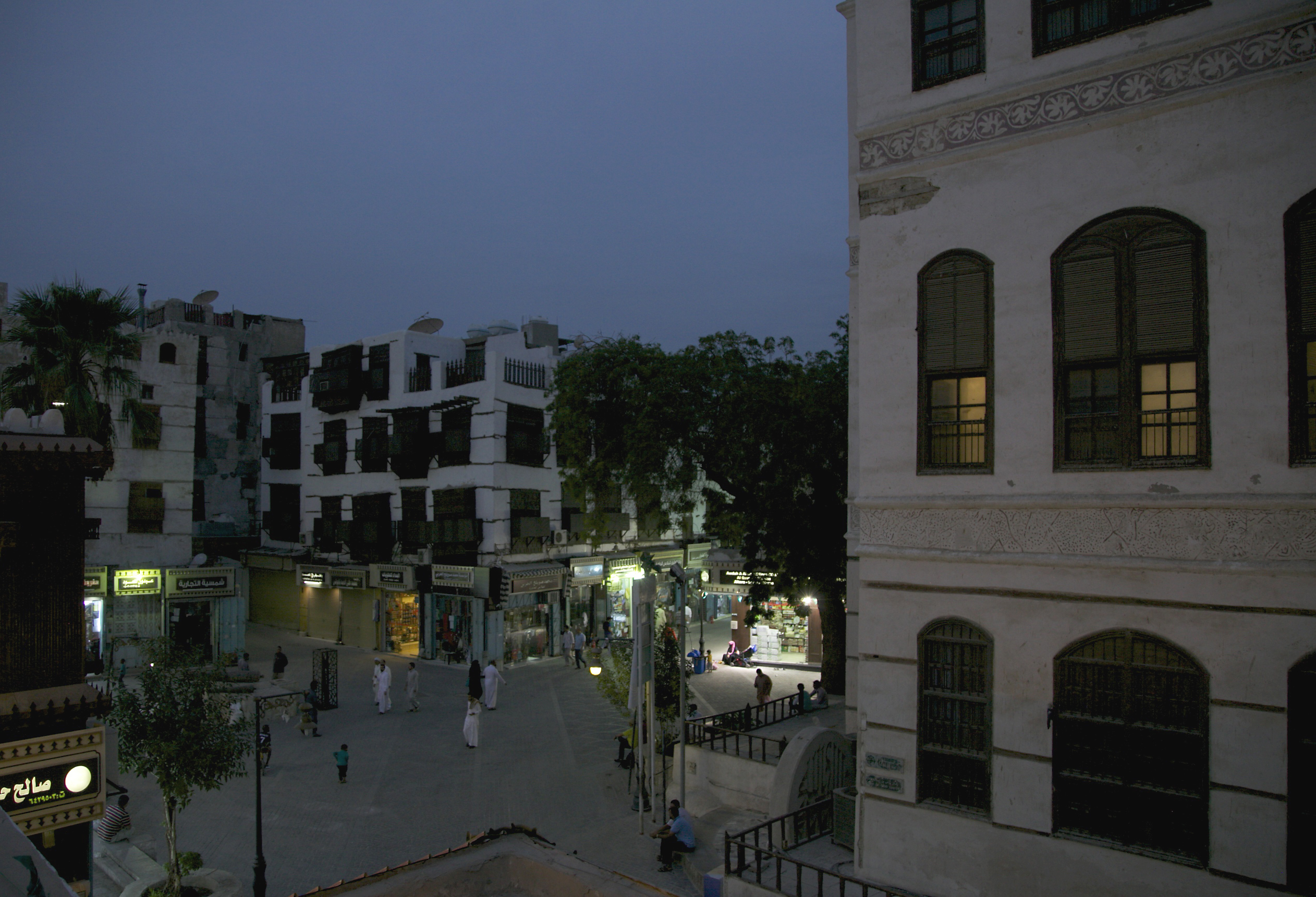
جدة التاريخية
رابغ

منطقة مكة المكرمة هي إحدى المناطق الإدارية بالمملكة العربية السعودية ومقر إمارتها مدينة مكة المكرمة ويتولى إمارتها الأمير خالد بن فيصل بن عبد العزيز آل سعود وتعد منطقة مكة المكرمة أكثر مناطق المملكة سكاناً، إذ يقطنها نحو 25.5 % من مجمل سكان المملكة[1] وتشتهر مكة بـ الكعبة المشرفة والتي يزورها سنويا ما يفوق 20 مليون زائر منهم حجاج ومعتمرين وسائحين .
ومدينة مكة المكرمة هي المدينة المقدسة لدى المسلمين، بها المسجد الحرام، والكعبة التي تعد قبلة المسلمين في صلاتهم. تقع غرب المملكة العربية السعودية، تبعد عن المدينة المنورة حوالي 400 كيلومتر في الاتجاه الجنوبي الغربي، وعن مدينة الطائف حوالي 87 كيلومترا في الاتجاه الشرقي،[بحاجة لمصدر] وعلى بعد 72 كيلومترا من مدينة جدة وساحل البحر الأحمر، وأقرب الموانئ لها هو ميناء جدة الإسلامي، وأقرب المطارات الدولية لها هو مطار الملك عبد العزيز الدولي. تقع مكة المكرمة عند تقاطع درجتي العرض 25/21 شمالا، والطول 49/39 شرقا، ويُعتبر هذا الموقع من أصعب التكوينات الجيولوجية، فأغلب صخورها جرانيتية شديدة الصلابة. تبلغ مساحة مدينة مكة المكرمة حوالي 850 كم²، منها 88 كم² مأهولة بالسكان، وتبلغ مساحة المنطقة المركزية المحيطة بالمسجد الحرام حوالي 6 كم²، ويبلغ ارتفاع مكة عن مستوى سطح البحر حوالي 277 مترًا.
كانت في بدايتها عبارة عن قرية صغيرة تقع في واد جاف تحيط بها الجبال من كل جانب، ثم بدأ الناس في التوافد عليها والاستقرار بها في عصر النبي إبراهيم والنبي إسماعيل، وذلك بعدما ترك النبي إبراهيم زوجته هاجر وابنه إسماعيل في هذا الوادي الصحراوي الجاف، وذلك امتثالاً لأمر الله، فبقيا في الوادي حتى تفّجر بئر زمزم، وقد بدأت خلال تلك الفترة رفع قواعد الكعبة على يد النبي إبراهيم وابنه إسماعيل.
يبلغ عدد سكان مكة بحسب إحصائيات عام 2010، حوالي 1675000 نسمة موزعين على أحياء مكة القديمة والجديدة. تضم مكة العديد من المعالم الإسلامية المقدسة، لعل من أبرزها المسجد الحرام وهو أقدس الأماكن في الأرض بالنسبة للمسلمين، ذلك لأنه يضم الكعبة المشرفة قبلة المسلمين في الصلاة، كما أنه أحد المساجد الثلاثة التي تشد إليها الرحال، وذلك حسب قول النبي محمد: «لا تشد الرحال إلا إلى ثلاثة مساجد مسجدي هذا والمسجد الحرام والمسجد الأقصى»، بالإضافة إلى ذلك، تعد مكة مقصد المسلمين في موسم الحج والعمرة إذ أنها تضم المناطق التي يقصدها المسلمون خلاله وهي مزدلفة، منى وعرفة.

### منطقة الباحة

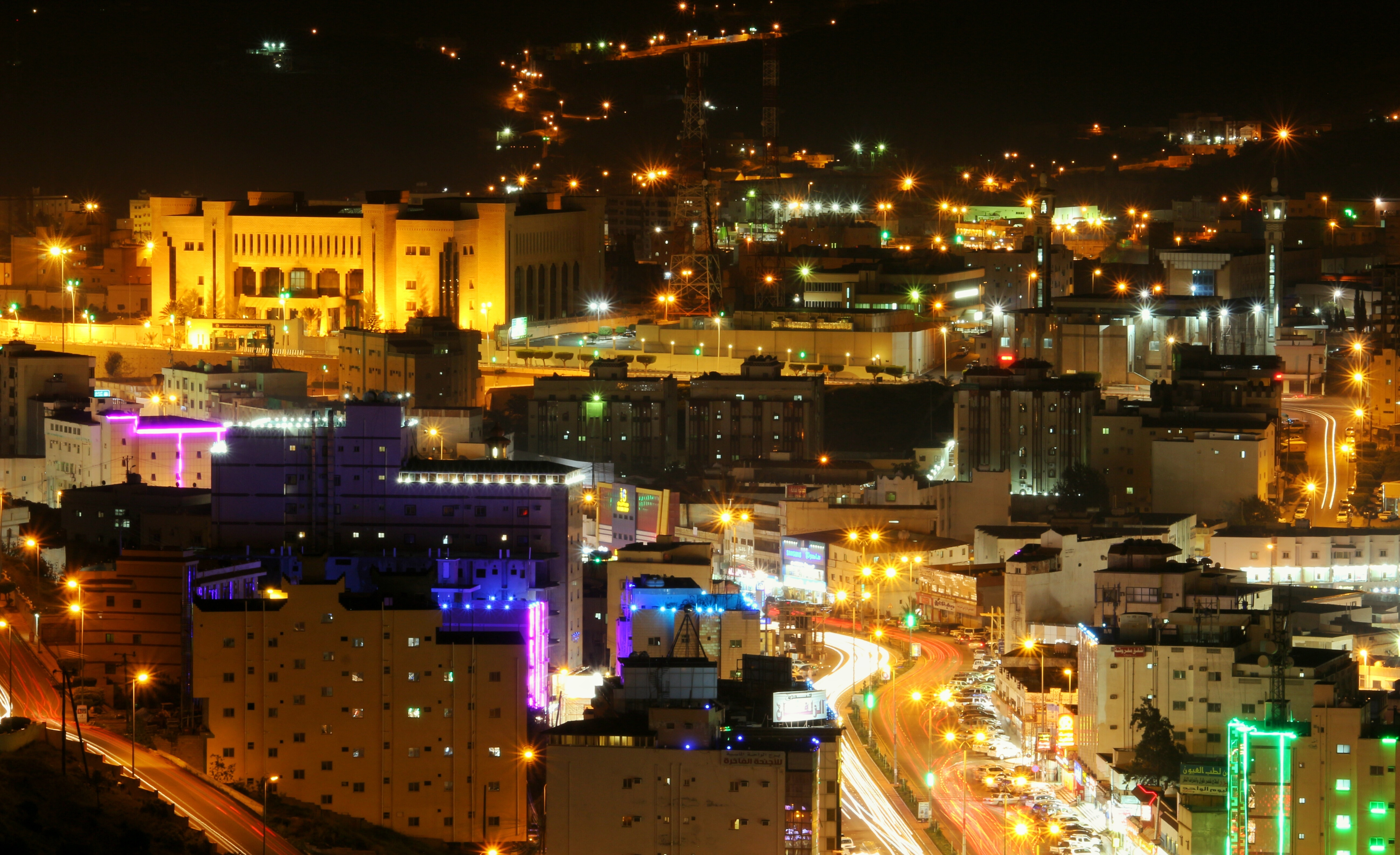
الباحة
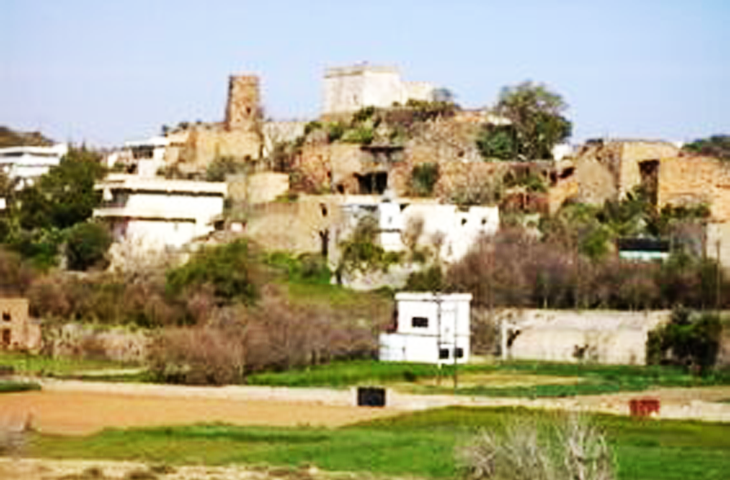
بلجرشي
المندق
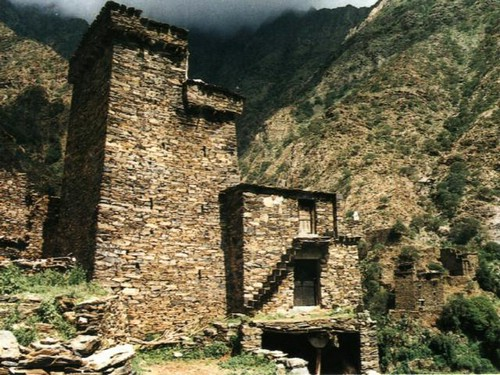
قرية صدر بير
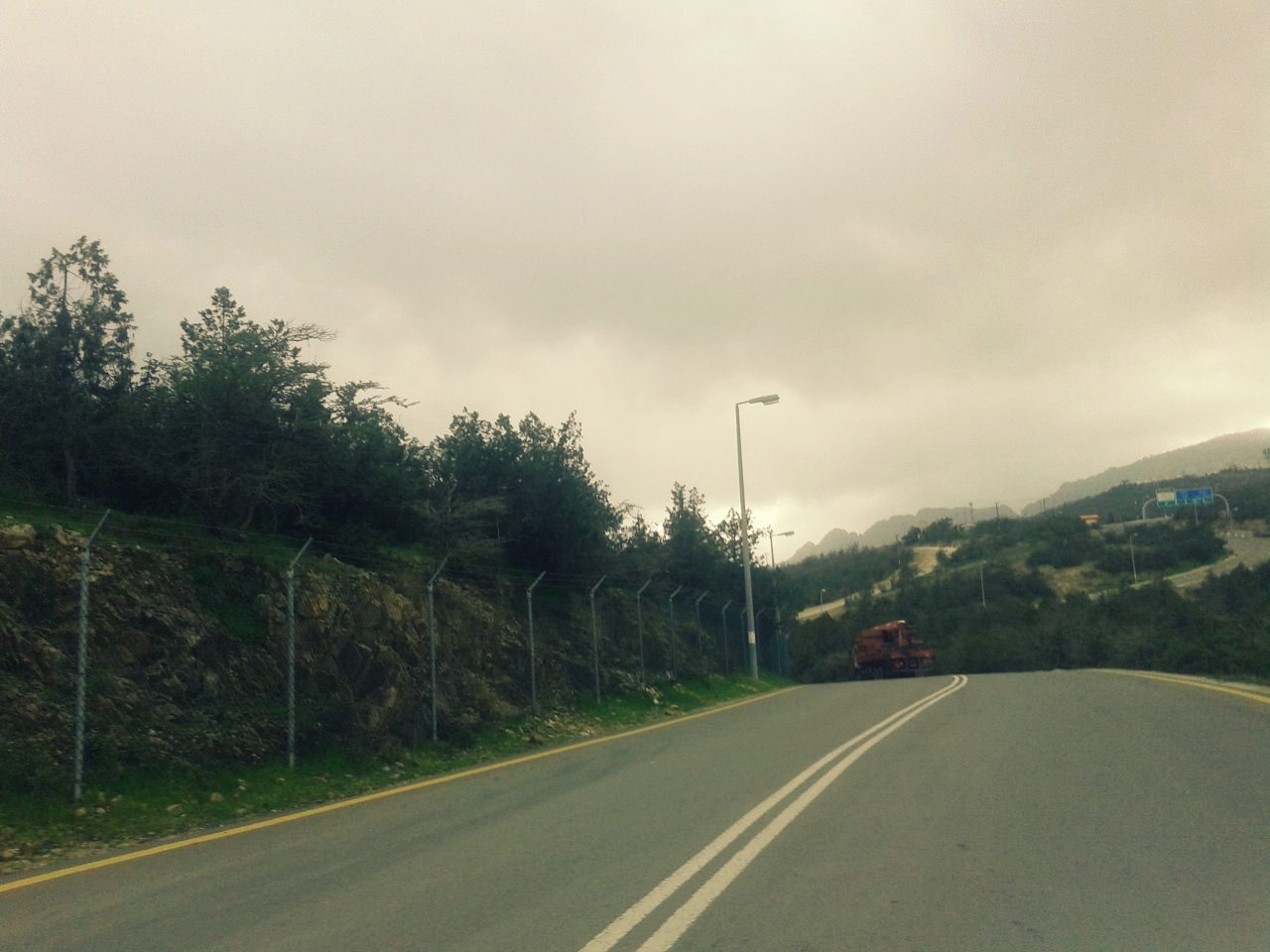
غابة رغدان
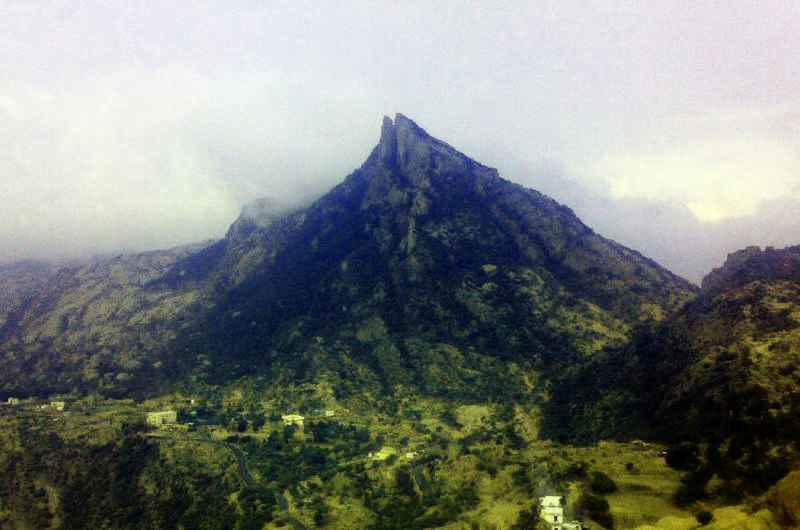
جبل أثرب
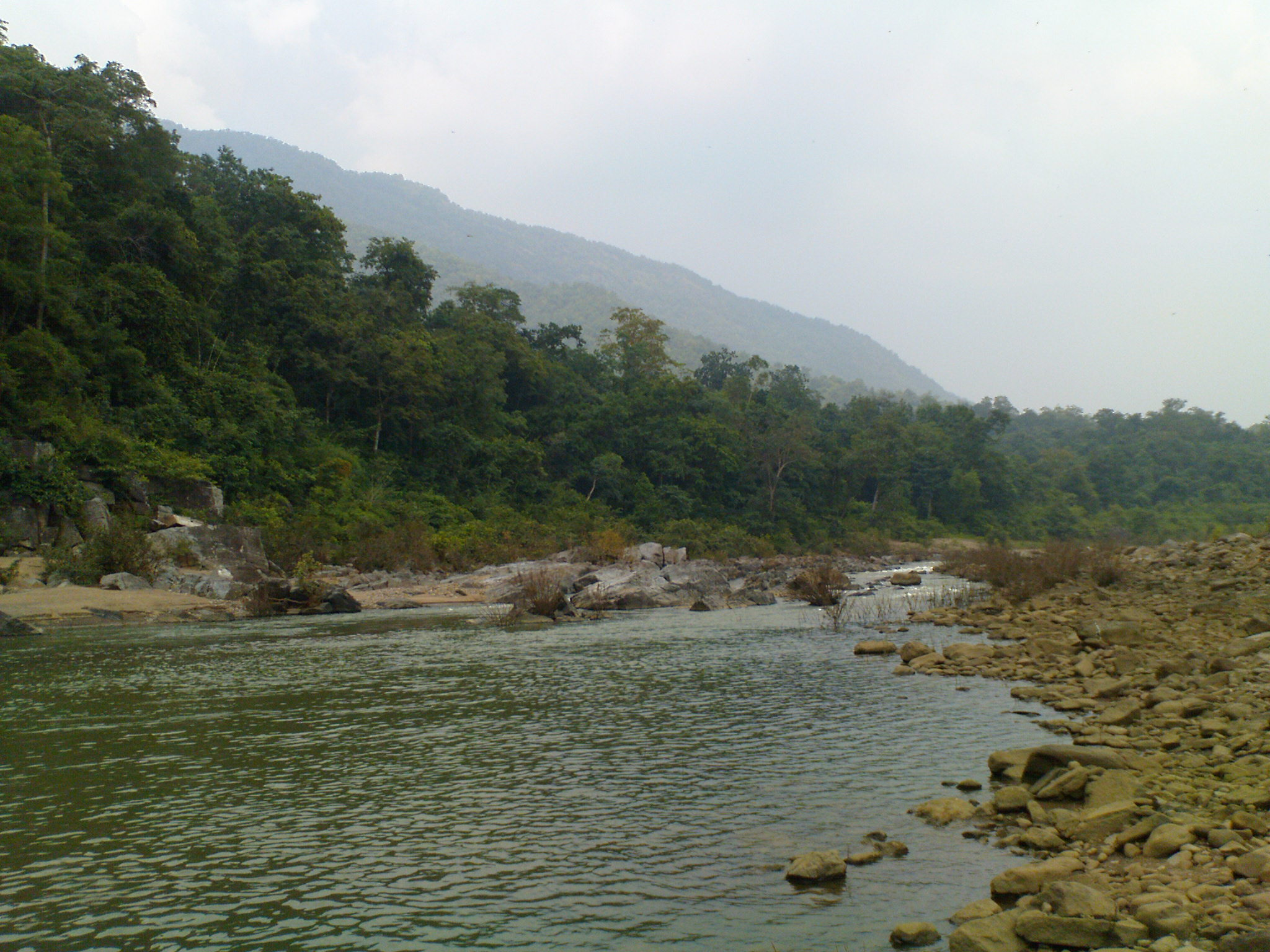
غابة عمضان

منطقة الباحة هي إحدى المناطق الإدارية الثلاث عشرة التي تتكون منها المملكة العربية السعودية. تقع في الجزء الغربي من الجزيرة العربية، على سلسلة جبال الحجاز وتقع في أقليمين (اقليم تهامة، اقليم الحجاز)
تأسست كمنطقة إدارية في شهر ذي الحجة عام 1383 هـ وعاصمتها الإدارية مدينة الباحة وإليها تُنسب المنطقة ويتركز بها الثقل الإداري والتجاري وبها توجد إمارة المنطقة وتتجمع فيها الدوائر الحكومية والمراكز التجارية الكبرى إضافة إلى أن بها أسواقا شعبية كثيرة منها: (سوق الخميس، سوق السبت، سوق الاثنين)، ويحد منطقة الباحة منطقة مكة المكرمة من الشمال والغرب والجنوب، ومنطقة عسير من الجنوب الشرقي.
و منطقة الباحة من مصائف المملكة التي يرتادها المصطافون من داخل وخارج المملكة ودول مجلس التعاون نظراً لما بها من جمال الطبيعة ووجود الشواهد التاريخية والآثار مثل القلاع والحصون والقرى القديمة وملايين المدرجات الزراعية القديمة التي تعود لآلاف السنين خلاف الأودية والأنهار التي تصب شلالاتها في أعلى القمم، كما أن المنطقة مليئة بالغابات وتعتبر من أفضل مناطق المملكة في مجال السياحة.

أكبر مدن الحجاز
- القسم الحجازي: المدينة المنورة، الطائف، الباحة، بلجرشي، النماص، ميسان.
- القسم التهامي: مكة المكرمة، جدة، ينبع، القنفذة، الليث، رابغ، المخواه، ثول، أملج.

## الحجاز في الشعر العربي
ذكر الشعراء الحجاز في قصائدهم ومن ذلك:
قال عنترة بن شداد:
ويقول أمية بن أبي عائذ الهذلي يذكر موطن قومه وقوتهم ومنعتهم في الحجاز:
وقال لبيد بن ربيعة العامري الهوازني:
وقول أحد الأعراب:
وقول أعرابي آخر:

وقول أعرابي آخر: 
وقال الأشجع بن عمرو السلمي:
ويقول طرفة بن العبد ينعى عمرو بن إمامة إلى أخيه، وهو يومئذ بناحية تبالة وبيشة وما يليها:
وقال هبيرة الكندي:
وقال مالك بن فهم الدوسي الزهراني عندما هاجر من أرض السراة إلى عمان: